# Route de la Tchouïa
Vous lisez un « bon article » labellisé en 2023.
La route fédérale R-256, dite « route de la Tchouïa » (en russe : Федера́льная автомоби́льная доро́га Р256 «Чу́йский тракт», Federalnaïa avtomobilnaïa doroga R256 «Tchouïski trakt» ; en altaï méridional : Чуйдыҥ трагы, Čujdyṅ tragy), est une route fédérale située en Sibérie qui part de Novossibirsk, traverse l'Altaï russe, pour arriver en Mongolie. La route de la Tchouïa, nommée en référence à la rivière qu'elle longe en partie, est la principale artère de transport de la région et permet d'accéder à plusieurs sites classés à l'UNESCO (sous le nom de montagnes dorées de l'Altaï). Elle est la porte d'entrée pour plus de 1,2 million de touristes, et constitue un maillon de la route asiatique 4. Au cours de son trajet, elle longe l'Ob, puis la Katoun, franchit 34 cols dans l'Altaï et enfin traverse les steppes de Kouraï et de la Tchouïa, pour atteindre Tachanta. Elle est régulièrement classée comme étant la plus belle route de Russie, et elle figure dans un classement du National Geographic comme étant une des dix plus belles routes au monde, se positionnant en cinquième position. Pour le magazine américain, « conduire le long de la route de la Tchouïa revient à traverser toute la Russie ».
Jusqu'au XXe siècle, le trakt est l'une des branches de la route de la soie, malgré la dangerosité de l'itinéraire qui traverse montagnes, cols et « boms » (passages entre falaises et rivières), ce qui entraîne de nombreux accidents et morts. Cette dangerosité conduit à l'apparition d'un des premiers prototypes au monde de feu de circulation, au moyen de chapeaux disposés sur son passage le plus dangereux, dès le XVe siècle.
Lorsque l'Empire russe intègre l'Altaï en 1753, le chemin ne change que peu. Ce n'est que dans la seconde moitié du XIXe siècle que l'Armée impériale et les autorités prennent conscience du caractère stratégique de la route, à un moment où la Russie étend ses terres en Asie centrale. La route connaît ensuite d'importants travaux à la fin de l'Empire russe et sous le régime soviétique, qui lui donnent le caractère qu'elle possède encore aujourd'hui. Sergueï Zalyguine écrit dans son livre Les Chemins de l'Altaï pour définir la route qu'« il y a un trakt dans l'Altaï — de la Tchouïa — une belle route rapide, comme la trace d'un fouet qui a cinglé les montagnes ». Aujourd'hui, voitures transportant biens et voyageurs y circulent jour et nuit sur un asphalte parcourant des vallées pittoresques.

## Histoire

### Route commerciale et historique avec l'Asie
La route, ou trakt, est étroitement liée à l'histoire de la région de l'Altaï, car c'est la route principale de la région, la plus vitale. Dès le début du Ier  millénaire av. J.-C., elle fut empruntée par des caravanes venant de toute l'Asie, en tant que chemin muletier. Chez les Chinois, elle est mentionnée au Ier millénaire avant notre ère comme « la route commerciale vers les Yuezhi », le nom d'un peuple qui passa par cette route lors de sa migration après sa défaite par les Xiongnu. Une autre mention de la route, le sentier « Moungal », figure sur des disques chinois datant d'il y a plus de 1 000 ans. Dans le sens allant vers Novossibirsk et plus largement la Russie européenne, on y transportait des marchandises, et dans l'autre sens du miel ainsi que des fourrures. Des pèlerins empruntaient eux aussi une partie de la route, alors un sentier, pour rejoindre un arbre sacré situé sur le cours supérieur de la rivière Katoun. La route était à cette époque une partie d'une branche de la route de la soie. De nombreuses tribus et armées sont passées par le trakt, comme les Scythes, les Huns qui contribueront à la fin de l'Empire romain d'Occident, ou encore les membres de la Horde d'or qui achevèrent la Rus' de Kiev. Pendant l'ère de Tamerlan, les marchands la nommaient encore sentier Moungal, qui reliait la Horde d'or à la Chine et à la Mongolie.
Les sites archéologiques liés à la route sont nombreux. L'un des plus importants était la forteresse turque de Ialoman qui, du VIIIe siècle au IXe siècle, contrôlait la vallée de la Katoun au niveau du village actuel de Maly Ialoman, où la vallée est étroite. D'autres lieux sont liés à la route ; les pétroglyphes de la vallée du Ielangach, la vallée du Ielangach se trouvant sur son itinéraire antique,, ; le mont Djalguiztobé avec des pétroglyphes de l'Âge du bronze, mais aussi des runes antiques parlant explicitement de commerce,.
Du XVe siècle au XVIIe siècle, la route commerciale de la Tchouïa, alors un sentier, se divisait en deux sections plus ou moins égales en longueur. Il y avait la première partie de Biïsk à Ongoudaï, d'une longueur de 255 verstes et la seconde jusqu'à Koch-Agatch, mesurant 257 verstes. Les parties les plus dangereuses étaient les cols et les « boms », les parois escarpées surplombant les rivières, comme celui du mont Ak-Bom. Les Russes ne participaient pas alors aux échanges, leur dernier lieu de peuplement était à Altaïskoïe. À la place, c'étaient les Télenguites qui étaient les marchands entre la Russie et la Chine, et leur terre s'appelait la principauté des Télenguites (ru).

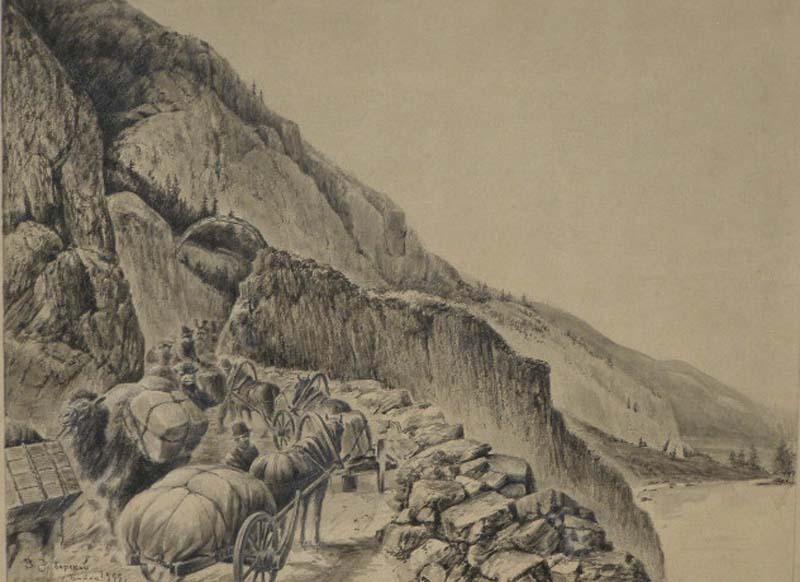
Une caravane au Bely-Bom au XIXe siècle.

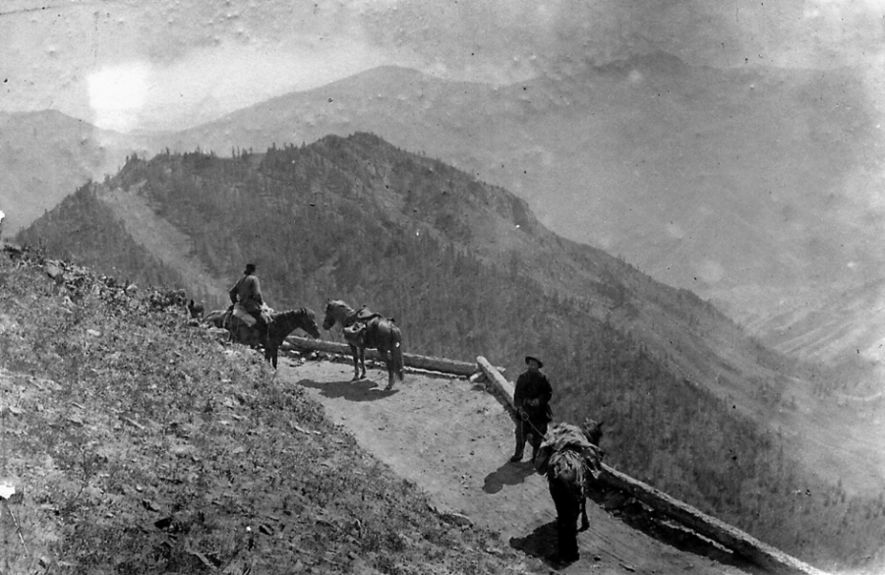
Le trakt au niveau du Bely-Bom. Un des cavaliers est parti en premier pour s’assurer que le chemin est libre et pour aller poser son chapeau, laissant son cheval avec les deux autres cavaliers en attente.

Pendant cette période, et jusqu'à l'époque soviétique, la route était dangereuse, mais relativement peu comparée à sa section au niveau du mont Ak-Bom. Cette dernière section était si étroite que deux piétons ne pouvaient pas passer ensemble. Afin d'assurer une sécurité relative, lorsqu'une caravane arrivait, le conducteur passait seul le chemin, posait un chapeau à l'autre bout de la section, puis revenait vers ses compagnons pour leur dire que le passage était libre. Tant qu'un chapeau était posé à l’une des deux entrées, tout voyageur ou toute caravane devait attendre que le passage se libère. Ce système est un des premiers prototypes du futur feu de circulation,,.
Dès 1667, la route est mentionnée dans un ordre du gouverneur de Tobolsk, Peter Godounov. En 1756, l'Altaï devient une partie de l'Empire russe. En 1788, les premiers marchands russes arrivent dans la région, comme des sources écrites l'attestent. Parmi les biens échangés, il y a des céréales, du bétail, des tissus ou encore des fourrures et du cuir.
En 1826, trois botanistes, Karl Friedrich von Ledebour, Carl Anton von Meyer et Alexander von Bunge visitent conjointement les monts Altaï dans le cadre d'une expédition menée par l'université de Dorpat. Ils laissent dans leurs descriptions des informations sur la route, en particulier d'après les notes de Bunge la difficulté de gravir le Tchike-Taman et de traverser le col de Kor-Ketchou. Ce dernier dit que les « Kalmouks » préfèrent faire de longs détours par des chemins dangereux, au lieu de retirer des chemins les obstacles comme des arbres tombés,.

### La question de l'aménagement
En 1860, la construction et l'aménagement d'une voie carrossable sont évoqués pour la première fois, alors que la route devient de plus en plus empruntée, en particulier lors du voyage cette année-là du capitaine de l'état-major général A. Printts, qui traverse l'Altaï pour se rendre à Kobdo en Mongolie, afin d'établir des relations commerciales avec les régions frontalières de la Russie.
Grâce à ces volontés, les autorités provinciales demandent l'allocation de fonds au ministère des Finances de l'Empire « dès que possible » de Biïsk à la Chine. De plus, en 1864, le protocole Tchougoutchak (ru) entre les Qing et l'Empire russe est signé, pour déterminer les frontières et établir les droits de douane. C'est avec ce traité que les premiers Russes s'implantent en 1864 dans cette région, avec les villages de Chebalino et d'Altaïskoïe. L'année suivante, des marchands russes franchissent pour la première fois la frontière avec la Chine. Koch-Agatch, où les Russes arrivent en 1864, devient le point entre les deux États le plus important sur la route à ce moment-là. À Koch-Agatch, sont échangés des scies, marteaux et autres outils avec les Chinois, Mongols et Tibétains qui échangent pour leur part de l'argent, des fourrures et du bétail.
Ainsi, en 1868, A. Iatsevitch, une fonctionnaire du ministère, entreprend les premières études de terrain, aidée l'an suivant par le chef de la police de Biïsk, I. Zamyatine. Dans leur rapport au gouverneur-général A. Khrouchtchev, ils sollicitent 100 000 roubles, mais le projet est rejeté, car les deux auteurs n'ont pas montré qu’il était économiquement intéressant ni précisé son coût total.

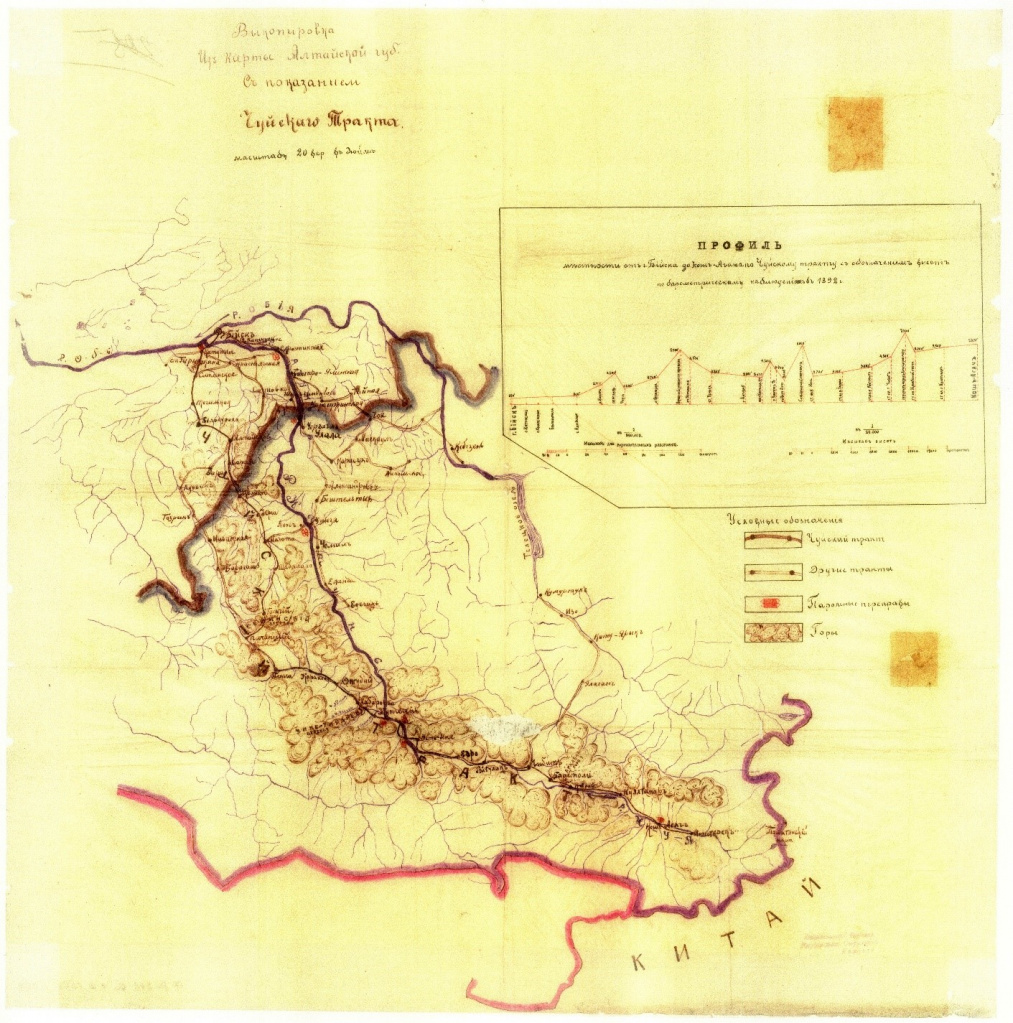
Carte dressée en 1892 de la route.

En 1877, alors que le projet piétine et que le gouvernement régional espère que les villes et marchands vont payer la facture, une étude est entreprise par un ingénieur nommé Kloboukov, envoyé à Gorno-Altaïsk. Il dresse une nouvelle estimation : entre 400 et 500 000 roubles sont nécessaires pour la totalité du projet, encore plus coûteux que ce qui était attendu des autorités et impensable pour les autorités. Deux ans plus tard, le général d'un commandement militaire, qui comprend l'intérêt stratégique du projet, entreprend des travaux pour aménager une section de 20 kilomètres d'Ongoudaï à Khabarovka, entre 1879 et 1880.
Le ministère des Finances, voyant que l'Armée s'y intéresse, reprend Iatsevitch, qui signale tous les passages dangereux de l'itinéraire. En conséquence, la nouvelle autorité régionale demande 100 000 roubles, mais cela reste à nouveau lettre morte, la Russie étant engagée dans une guerre avec l'Empire ottoman. En 1884, Chichmanov, employé du ministère, réitère le déblocage de fonds.
En 1892, N. Ivatchev, professeur à l'Académie des sciences de Russie, demande, après une étude qu'il mène, 48 565 roubles pour aménager la route pour les automobiles en supprimant les passages difficiles, ce qui est approuvé l'an suivant par Serge Witte, ministre des Finances d'alors. Le 14 mars 1894 (26 mars dans le calendrier grégorien), deux hauts gradés de l'Armée, I. Varaksine et N. Golytchev, sont envoyés dans le territoire, et ils demandent peu après que les fonds soient orientés sur la partie d'Ongoudaï à Koch-Agatch. En 1897, Lomtchevski, un ingénieur, est envoyé pour déterminer les coûts totaux, mais il arrive à se rendre seulement jusqu'à Ongoudaï à cause de l'état de la route,,.
Par ailleurs pendant la fin des années 1890 et au début du XXe siècle, les autorités locales, que ce soit les villages, l'ouïezd de Biïsk ou le gouvernement de Tomsk, ont demandé à plusieurs reprises que la route soit classée comme route nationale. Des pétitions des différentes autorités furent levées, ainsi que par des commerçants, certains remontant jusqu'à Saint-Pétersbourg, mais l'examen de cette question était à chaque fois reporté sine die.

### Développement au début duXXesiècle

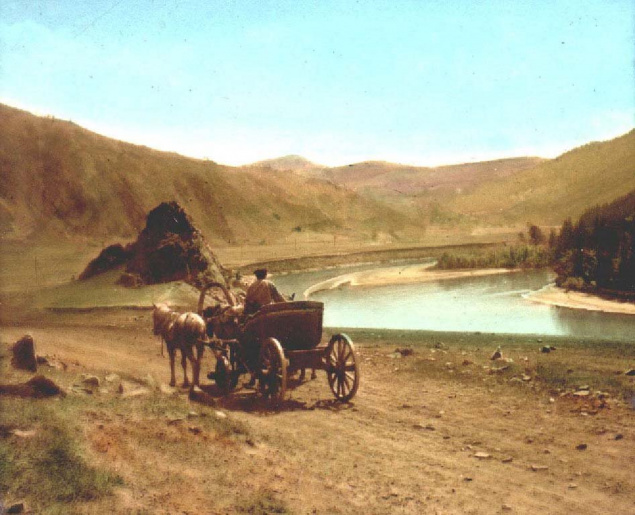
La voie au début du XXe siècle.

En 1900, à la demande du prince Viazemski, un ingénieur et le chef de police de Barnaoul sont envoyés à Gorno-Altaïsk et, après enquête, ils proposent la construction de trois ponts (un à Oust-Séma, un à Inia et un à Koch-Agatch). Selon leur étude, ils constatent que la route est souvent étroite, ne dépassant que rarement cinq archines de large (soit 3,5 mètres). Pour élargir et construire des ponts, ils demandent 60 000 roubles, qui sont accordés par Moscou. Selon l'officier, I. Zamiatine, « pour avoir une idée de la route moderne vers Koch-Agatch, vous devez la voir dans la nature, mais chaque comparaison peut sembler incroyable ; par exemple, sur les boms de la Tchouïa, il y a des endroits où les chevaux de bât et de selle sautent de pierre en pierre […] parfois en frappant de côté un rocher qui s'élève du chemin. En parcourant de tels chemins, le cavalier le plus adroit court le risque de tomber de cheval à chaque pas et de se tuer »,.
Ainsi, en 1901, il y a déjà une centaine d'ouvriers aidés de trente soldats pour ces travaux. Les travaux sont difficiles, à cause des conditions météorologiques, du relief, mais aussi de l'amateurisme. En effet, les trajets à prendre sont souvent déterminés à l'œil nu, même si des instruments professionnels sont disponibles. À la fin de l'année 1903, Biïsk est relié à Koch-Agatch toute l'année avec désormais des ponts en bois, ce qui a nécessité 80 000 roubles, soit environ un coût de 160 roubles au mile. Mais cette route n'a pas l'effet escompté de réduire le coût de transport des marchandises et le trakt est toujours dangereux, ce qui n'améliore que peu la mobilité dans la région. Comme la route longe la Katoun, elle ne dessert pas directement Oulala, nom d'alors de Gorno-Altaïsk, qui voulait devenir un centre commercial pour la région.

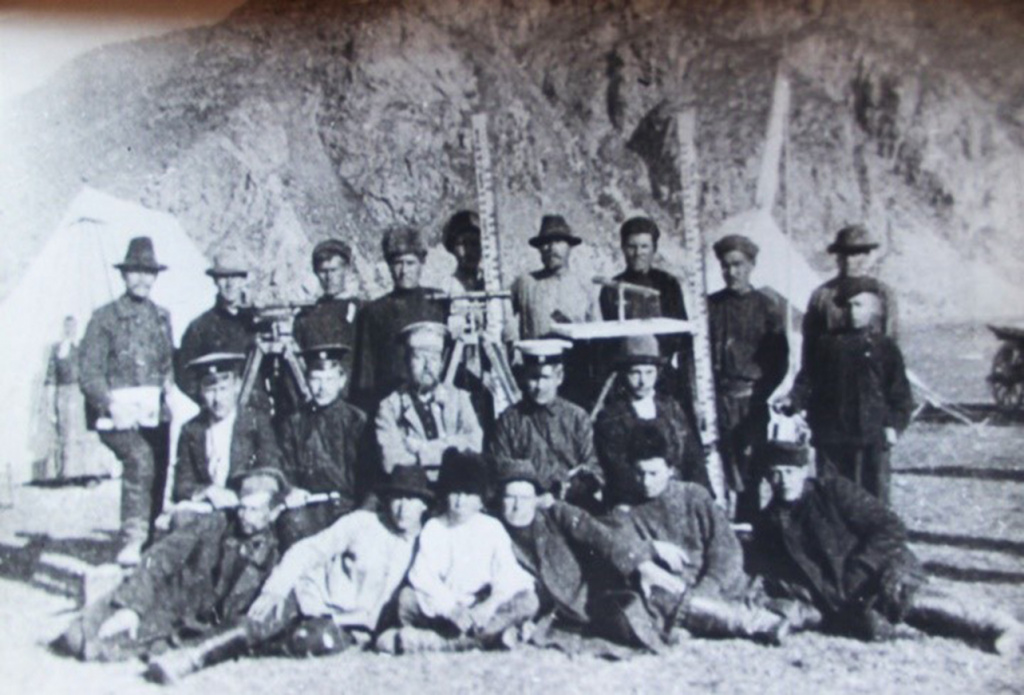
Expédition de Chichkov.

En 1912, le comité de marchands de Biïsk, soutenu par la province, demande aux ministère des Chemins de fer que la voie soit améliorée immédiatement. En effet, depuis 1911, c'était ce ministère qui devait entretenir la route. La Douma approuve la demande, et 15 000 roubles sont alloués pour des travaux pendant l'été 1913. C'est d'ailleurs grâce à ces fonds que l'ensemble de la vallée de la Tchouïa est topographié. La topographie a lieu grâce à Viatcheslav Chichkov (le futur auteur), et son expédition est alors chargée de déterminer le meilleur tracé pour la route.
Deux propositions sont sur la table, soit de Biïsk traverser l'Ob et passer par Chebalino jusqu'à Inia qui est alors l'itinéraire existant, soit changer de trajet, longer la Katoun en passant par la rive droite, par Maïma, Tchémal et son trakt jusqu'à Inia, où les deux propositions se rejoignent à nouveau. La seconde option pose le problème des gorges de la Katoun, très escarpées et donc défi technique majeur, mais permettant d'éviter le col de la Séma. L'expédition conclut que l'itinéraire actuel par Chebalino est le meilleur et sera le plus facile à mettre en œuvre. L'expédition, outre ce problème, est vue comme excellente par la province. Enfin, Chichkov détermine qu'il faudrait 6 218 000 roubles pour avoir une route dans un parfait état et avec des ponts en bois. Si l'option avec des ponts en béton armé est préférée, il faudra 78 970 000 roubles. Ce n'est pas un ministère qui arrête le projet, mais la Première Guerre mondiale, qui l’empêche de se réaliser. Pendant les années de guerre, la chaussée, les ponts et les fondations s'effondrent, ce qui rend la route impraticable,,.

### La route pendant l'ère soviétique

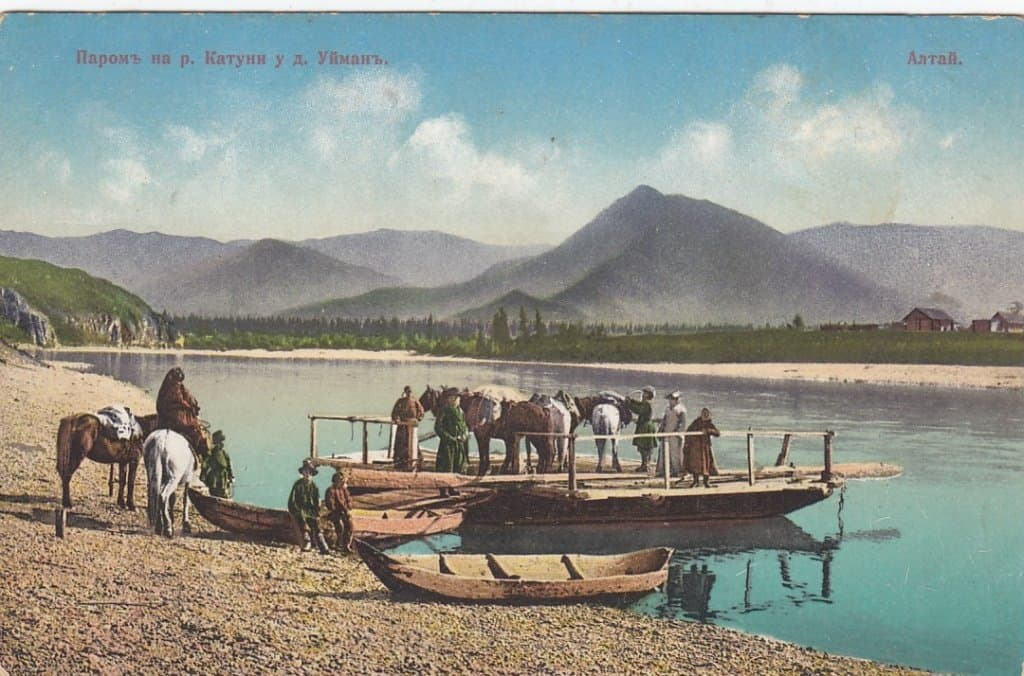
Carte postale montrant une barque à Tchouïozy sur la Katoun avant la construction du pont d'Inya.

Pendant les années 1920, la question d'améliorer la route et de l'équiper de nouveaux ponts est centrale dans la région ainsi que pour l'URSS, qui voit la route comme un objectif stratégique. Parmi les projets proposés, celui de changer l'itinéraire de la route en passant par Tchémal est toujours sur la table (variante nommée désormais « variante de la Katoun »), grâce au gain de temps qu'il apporterait. Des enquêtes sont ainsi lancées, pour réaménager la route, mais aussi pour construire des barrages qui nécessiteront des déviations mineures pour le trakt. En 1921, un pont en béton armé est construit à Koch-Agatch, et la route dans la steppe de la Tchouïa devient praticable pour tout véhicule. Même si peu de travaux sont entrepris, car la Russie est toujours en état de  guerre civile, le trakt de la Tchouïa est intégré par décret du 26 mai 1922 au réseau routier soviétique, et obtient le statut d'importance nationale en RSFSR. Par ailleurs, la RSFSR crée le département des structures de l'État de Biïsk en 1922.
À ce moment-là, la R256 évite Maïma, puisqu'elle effectue la liaison Biïsk — Smolenskoïe  — Belokourikha — Altaïskoïe — Tcherga — Koch-Agatch. En 1926, les travaux reprennent pour des réfections et, en 1927, une étude technique pour la variante de la Katoun est faite par des ingénieurs envoyés par l'exécutif régional, V.A Astrakhov, I. Bezotvetov et A. Plioussine.
En 1928, la route est modifiée, ce qui va profiter à la rive gauche de la Katoun. Au lieu de passer par la rive gauche en plaine via Belokourikha, ou par Tchemal, la route passe désormais par Biïsk, Maïma, Oust-Séma, Tcherga, Koch-Agatch, jusqu'à la frontière. À cette époque, le trakt devient vieillissant, et son entretien est presque inexistant. Ainsi, un décret du comité soviétique régional oblige les populations locales (vivant à moins de 30 km de la route) à l’entretenir. En 1933, un pont est mis en service sur la rivière Icha. En 1934, un pont flottant est mis en place sur la Biia à Biïsk. Et le 5 juin 1933, la route est militarisée, via un nouveau décret, en raison de son importance stratégique, mais aussi de l'accroissement des échanges. À ce moment-là, la route fait 617 kilomètres de Biïsk à Tachanta, dont 517 kilomètres en terrain montagneux. 
En 1930, les travaux reprennent avec des prisonniers de camps de concentration, des Siblag et de la main d'œuvre locale, mais il est compliqué d'atteindre les objectifs à cause de l’insuffisance des fonds alloués. La route est en mauvais état, et le col de la Séma quasi impraticable. En 1931, le gouvernement oblige l'agence des routes à construire la route par tous les moyens. Les conditions de travail sont épouvantables. Les forçats sont logés dans des camps hébergeant 300 à 400 personnes, et contracter la tuberculose ou le scorbut ne les dispense pas de travailler. Les évasions et les sabotages sont alors sévèrement punis, les chiens pouvant tuer les fugitifs. Selon les archives de la république de l'Altaï, entre 5 et 12 000 prisonniers connaissent l'enfer dans ces camps, et plusieurs milliers d'entre eux y sont morts. Les victimes sont enterrées dans les remblais ou dans des fosses communes. Leur nombre précis est inconnu et aucun monument ne rappelle leur sacrifice.
Pour tester la qualité de la route, il est organisé le 1er et le 2 juillet 1934 un rallye entre Biïsk et Koch-Agatch, composé de 28 camions et de deux voitures, devant parcourir plus de 1 100 kilomètres de route en aller-retour. C'était la première fois que des véhicules motorisés traversaient l'Altaï et y étaient vus, alors que le cheval était alors le mode de transport principal pour les Altaïens et Kazakhs de la région. Pendant huit jours, les véhicules vont traverser les villages et montagnes, emprunter les ponts sur les rivières puis refaire le chemin en sens inverse. Ils reviennent ainsi à 22 h le 14 juillet, et pour l'État, le rallye est un succès, qui sera utilisé par la propagande communiste, et relayé par les journaux d'État comme le Krasnaïa Oïrota, le journal de Gorno-Altaïsk.
Le 1er janvier 1935, la route est mise en service, praticable sur toute la longueur pendant toute l'année. Il aura fallu 19 654 000 roubles pour construite la route de la Tchouïa, et près de 363 kilomètres deviennent des routes en gravier. Mais les travaux continuent pendant la décennie, avec de nouveaux ponts et des élargissements. En 1936, plus aucun bac ou ferry n'est nécessaire pour traverser les rivières car le pont Dembelski, premier pont suspendu à deux câbles en Russie, est achevé à Inia. Le travail sur ce chantier est si dur que tous les prisonniers sont amnistiés une fois le pont construit.

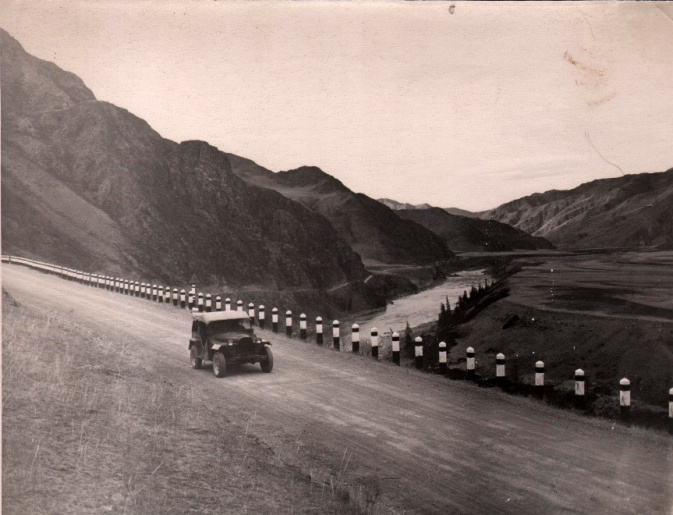
La route pendant l'ère soviétique (année 1930).
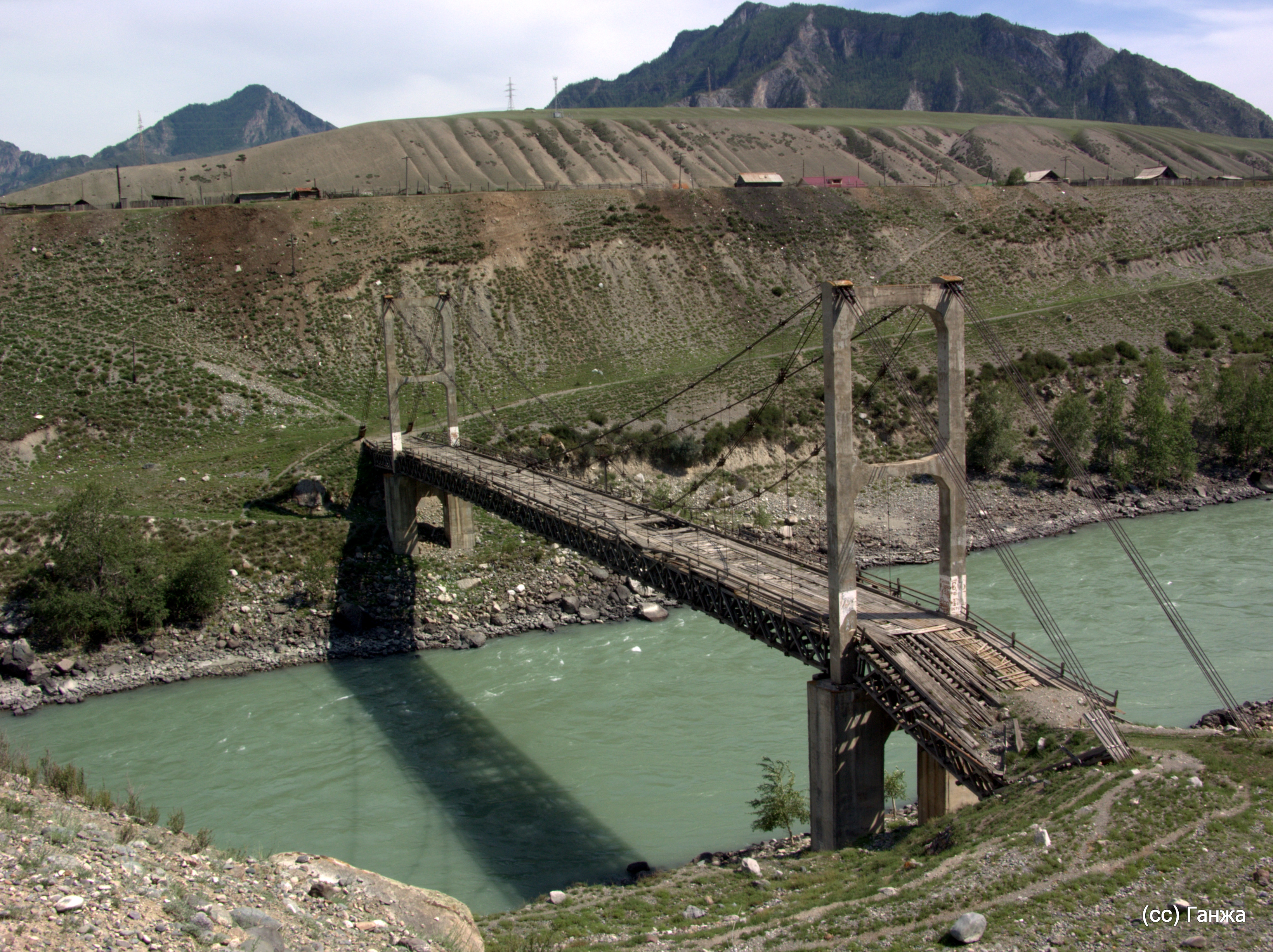
Pont à Inia, premier pont suspendu à deux câbles en Russie (construit en 1936, abandonné en 1972).

Pendant la Seconde Guerre mondiale, la caravane mongole pour aider l'Armée rouge (ru) emprunte la route pour aider l'Union soviétique en difficulté face à l'Allemagne nazie, alors que cette dernière a lancé l'opération Barbarossa en juin 1941. C'est alors que, dans la ville mongole de Khovd, des caravanes transportant de la laine, de la viande, des métaux et autres marchandises pour l'URSS se regroupent durant l'automne. La caravane quitte Khovd le 17 septembre 1941, et elle traverse les plus de mille kilomètres de route jusqu'à Biïsk, gare la plus proche. Le nombre de chameaux varie de plusieurs centaines à 1 200, tandis que le nombre de caravaniers se situe autour d'une centaine selon les différentes estimations. La caravane arrive à Biïsk début février 1942, progressant d'une trentaine de kilomètres par jour malgré la neige et le froid. Les caravaniers sont accueillis par l'Armée rouge, et ne reviennent à Khovd que le 5 mai 1942, avec du blé, de la farine, du sucre, de l'huile et des tissus achetés à l'Union.
L'état de la route se dégrada pendant la guerre à cause de l'absence de fonds, mais après le conflit, les moyens financiers reviennent et de l'asphalte fait son apparition à certains endroits. Entre 1936 et 1946, la route prend le nom de « voie militarisée de la Tchouïa ».
En 1948, les poids-lourds peuvent pour la première fois emprunter la route, même si celle-ci est encore très sinueuse. Entre 1956 et 1957, le tronçon d'Oust-Séma à Chebalino est reconstruit entièrement, avec moins de virages, et en 1959, un pont en béton armé est érigé à Oust-Séma sur la Katoun. En 1964, deux nouveaux ponts apparaissent sur la Biïa à Biïsk et un nouveau sur la rivière Icha, tous en béton armé. Ces constructions sont nécessaires car l'industrie sylvicole et agricole se développe dans la région, et les sovkhozes apparaissent.
En 1961, le tronçon Novossibirsk — Biïsk, asphalté depuis 1960, est intégré à la route, qui double ainsi sa longueur. Et entre 1965 et 1976, toutes les sections les plus dangereuses sont réaménagées, dont les cols de la Séma et du Tchike-Taman. Ce dernier col est d'ailleurs à nouveau reconstruit en 1984. Dans les années 1970, la route compte 66 ponts sur tout le parcours, et un nouveau pont à Inia apparaît en 1972. En mai 1982, c'est Altaïavtodor qui devient l'agence gestionnaire de la route,.

### Améliorations et route touristique depuis 1991
En 1991, lors de la dislocation de l'URSS, la route obtient la dénomination M52 et, pendant les années qui suivent, des travaux sont à nouveau entrepris sur la route, qui  acquiert une importance touristique dans une Russie qui se libéralise. En 1998, l'UNESCO classe la région sous l'appellation des montagnes dorées de l'Altaï. La route devient alors encore plus importante, permettant à l'accès pour les toruistes de sites du patrimoine mondial. Le 3 août 1999, un poste de douanes est mis en service à Tachanta, à l'extrémité sud de la route. En 2002, la première section autoroutière apparaît ainsi à Novoaltaïsk et, en 2007, la route est asphaltée jusqu'à la frontière avec la Mongolie.
En 2010, il est décidé que le numéro de la route devienne R256, chose faite le 1er janvier 2018. Pendant ce laps de temps, des mises en 2 × 2 voies sont faites, des échangeurs apparaissent, et un nouvel asphalte compatible avec le pergélisol est désormais utilisé. La route dans la steppe de Kouraï est aussi totalement refaite. En 2013, l'achèvement du contournement de Biïsk permet de modifier l'itinéraire de la R256 pour éviter le centre historique de la ville. Et en 2019, une 2 × 2 voies apparaît pour la première fois dans la république de l'Altaï entre Maïma et Souzga, ainsi qu’un échangeur,.

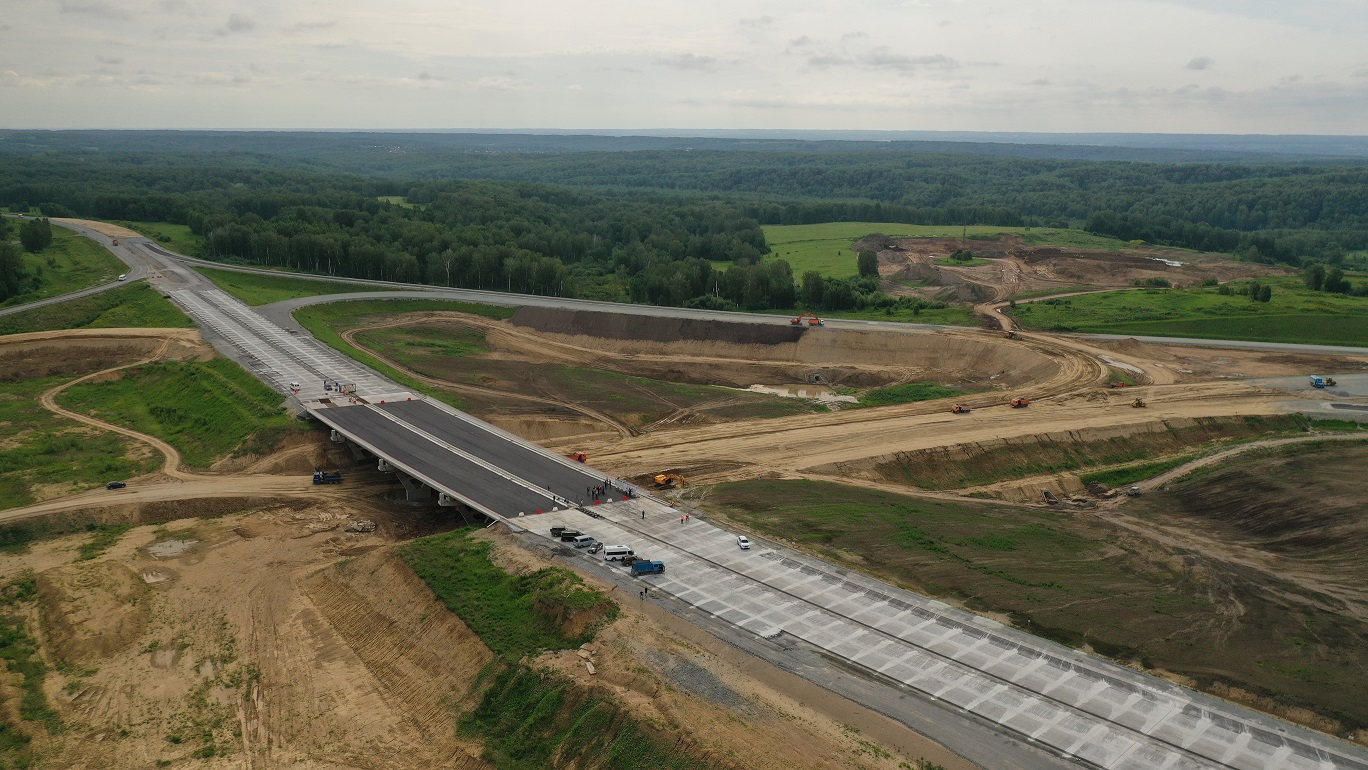
La route sera prolongée avec la construction du contournement oriental de Novossibirsk, encore en travaux.

En 2022, la section de Novossibirsk à Baïounovo, soit les cent premiers kilomètres, est mise en 2 × 2 voies. Toujours concernant Novossibirsk, un contournement oriental est en construction en 2023, pour un coût de 3,7 milliards de roubles, avec une ouverture prévue à la fin de l’année pour une partie et en 2024 pour la deuxième partie. Ainsi, la R256 changera d'itinéraire à Novossibirsk et ne passera plus par les rues du centre-ville pour rejoindre les routes fédérales R254 et R255. Cependant, la troisième étape et la quatrième étape jusqu'à Linevo n'ont toujours pas de date d'ouverture en 2022. Le contournement devrait réduire de 30 % le trafic entre Novossibirsk, Berdsk et Iskitim.

## Description

### Caractéristiques
La R256, jusqu'au 31 décembre 2017 Magistrale 52, ou M52, est une route traversant trois sujets de la fédération de Russie que sont, du nord au sud : l'oblast de Novossibirsk, le kraï de l'Altaï et la république de l'Altaï. Elle commence à Novossibirsk, passe par Biïsk pour arriver à la frontière avec la Mongolie, le tout sur 964 kilomètres. Elle fait partie du réseau routier asiatique en étant l'extrémité nord de la route asiatique 4, qui, de Novossibirsk, passe par Ürümqi en Chine et Islamabad pour finir à Karachi, au Pakistan.

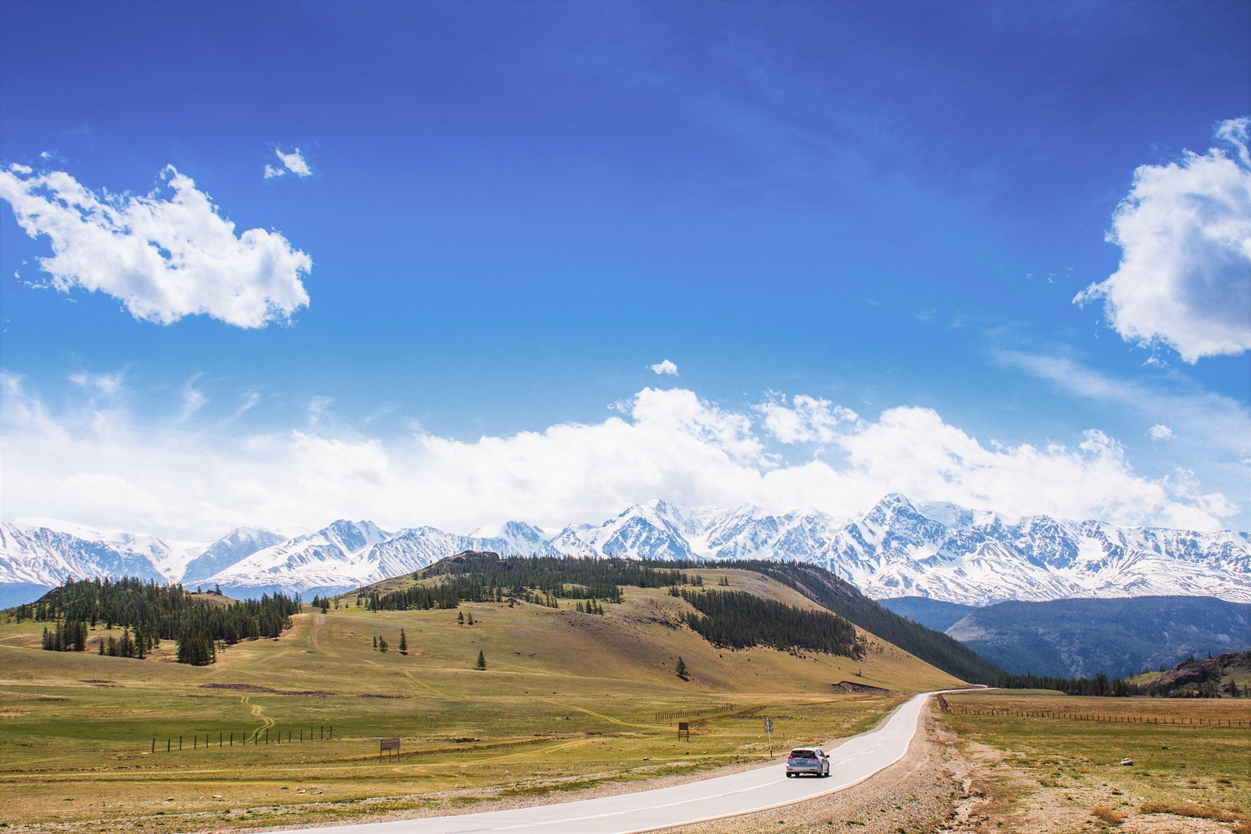
La R256 avec la Tchouïa du Nord en sortant de la steppe de Kouraï en direction du nord.

Le relief alterne plaines, steppes, montagnes. De Novossibirsk à Biïsk, la R256 longe la rive droite de l'Ob sur un terrain plat. Puis elle rejoint la partie steppique de l'Altaï avant de grimper le mont Babyrgan, à 1 008 mètres, pour rejoindre la république de l'Altaï. Elle y franchit 34 cols et les deux bassins que sont les steppes de Kouraï et de la Tchouïa. Il n'y a pas de tunnel sur la route, mais il y a près de 130 ponts, enjambant ruisseaux et rivières comme la Tchibitka ou l'Oursoul. Elle franchit les cols de la Séma à 1 717 mètres, et le Tchike-Taman à 1 295 mètres. La route est en béton bitumineux. La chaussée est de 6 ou 7 mètres de large pour la majeure partie des zones montagneuses, contrairement à de nombreuses parties en plaine, comme à Novossibirsk, ou encore sur certaines sections mises en 2 x 2 voies, comme à Oziorki ou à Maïma, qui sont plus larges. La route est à de rares endroits sous forme autoroutière, sur quelques kilomètres au sud de Novossibirsk et à Novoaltaïsk principalement. Elle devrait avoir une section autoroutière plus grande lorsque les 101 km des quatre étapes du contournement oriental de Novossibirsk seront mis en service entre la R255 et Linevo. La route changera alors d'itinéraire à son extrémité nord, en évitant l'agglomération.
Le trafic sur la route est variable selon les sections, de seulement 305 véhicules journaliers à Tachanta, en passant par 30 000 véhicules par jour à Novoaltaïsk (banlieue de Barnaoul) selon des estimations de début 2020 et jusqu'à 45 000 véhicules par jour à Novossibirsk en 2020. Pour simplifier, plus la route descend vers le sud, moins le trafic est important, et les poids lourds sont peu nombreux sur la partie montagneuse. La R256 fait partie de tous les itinéraires touristiques de la région, comme du petit anneau d'or de l'Altaï, du grand anneau et du fer à cheval cosaque de l'Altaï. Le long du parcours, on retrouve des sites archéologiques tel le Kalbak-Tash, mais aussi de nombreux lacs comme celui d'Aïa à Manjerok.
En 2014, la route a été classée par le magazine américain National Geographic comme l'une des dix plus belles routes au monde, car  « conduire le long de la route de la Tchouïa revient à traverser toute la Russie ». Pour le magazine, chaque lieu de la route est l'occasion de faire un petit voyage séparé.

### Climat

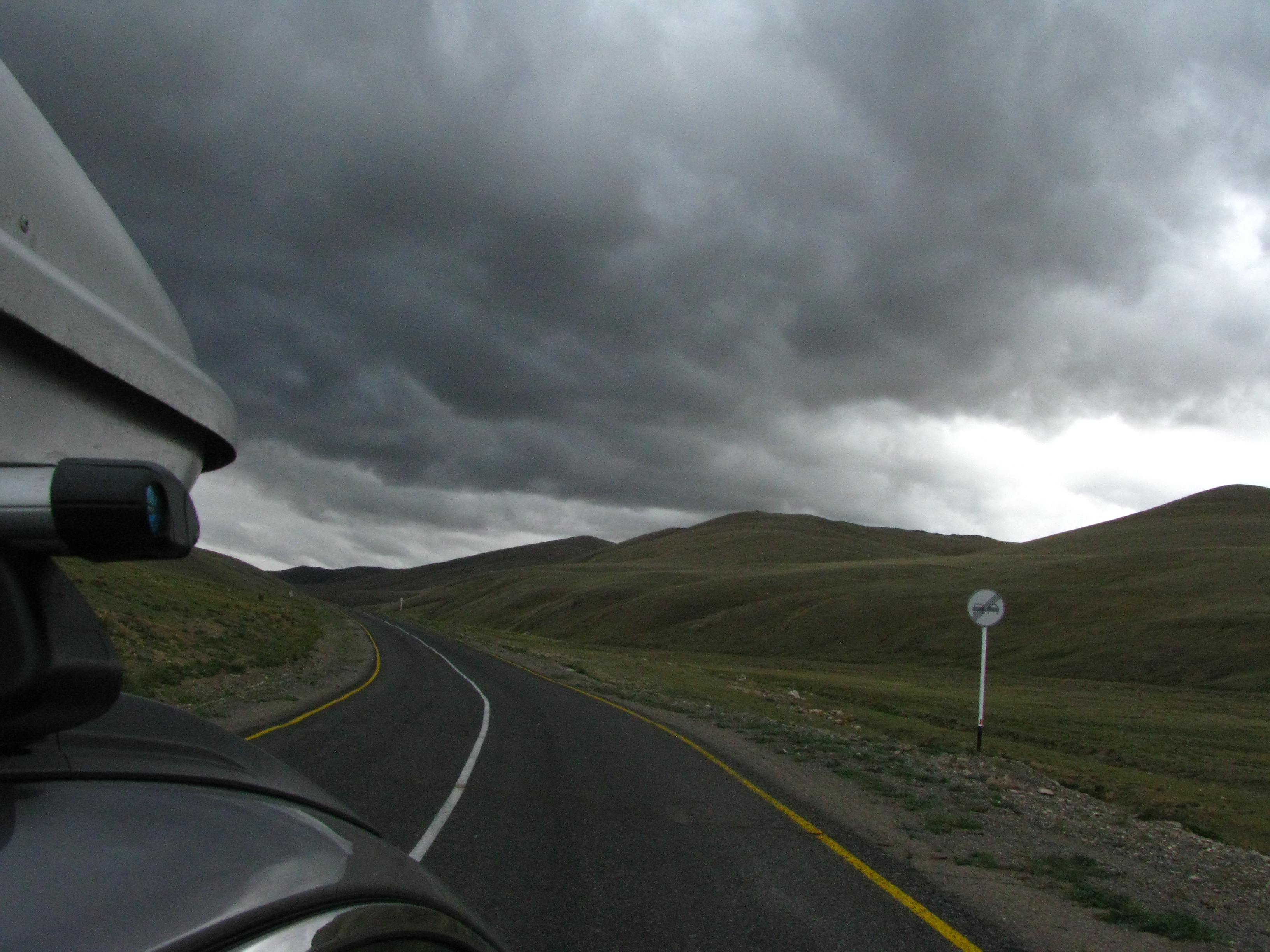
Orage se préparant à Tachanta.

La route traverse des étendues avec quatre climats différents ; continental, montagnard, subpolaire et aride, qui dépendent de l'altitude qui s'accroît en descendant vers la Mongolie au sud de la route. La température moyenne peut varier de −15 °C en janvier à 18 °C en juillet. Cependant, dans les zones montagneuses du centre de la route, les fluctuations de températures sont plus marquées, allant de −30 °C à 40 °C. En moyenne en hiver vers Oust-Séma, juste avant d'atteindre les zones montagneuses les températures sont entre −13 °C et −17 °C, alors qu'en été, elles se situent entre 16 °C et −19 °C. Mais ces fluctuations sont minimes comparées à celles des steppes de Kouraï et de la Tchouïa, où les températures vont de 30 °C en été à −40 °C en hiver. En raison de ces changements, la météo est affectée, avec souvent plusieurs phénomènes météorologiques en une journée et des amplitudes de température fortes. En montagne par exemple, les températures peuvent atteindre en journée 30 °C alors que douze heures plus tard pendant la nuit, elles descendent à −5 °C.

## Parcours détaillé

### La plaine

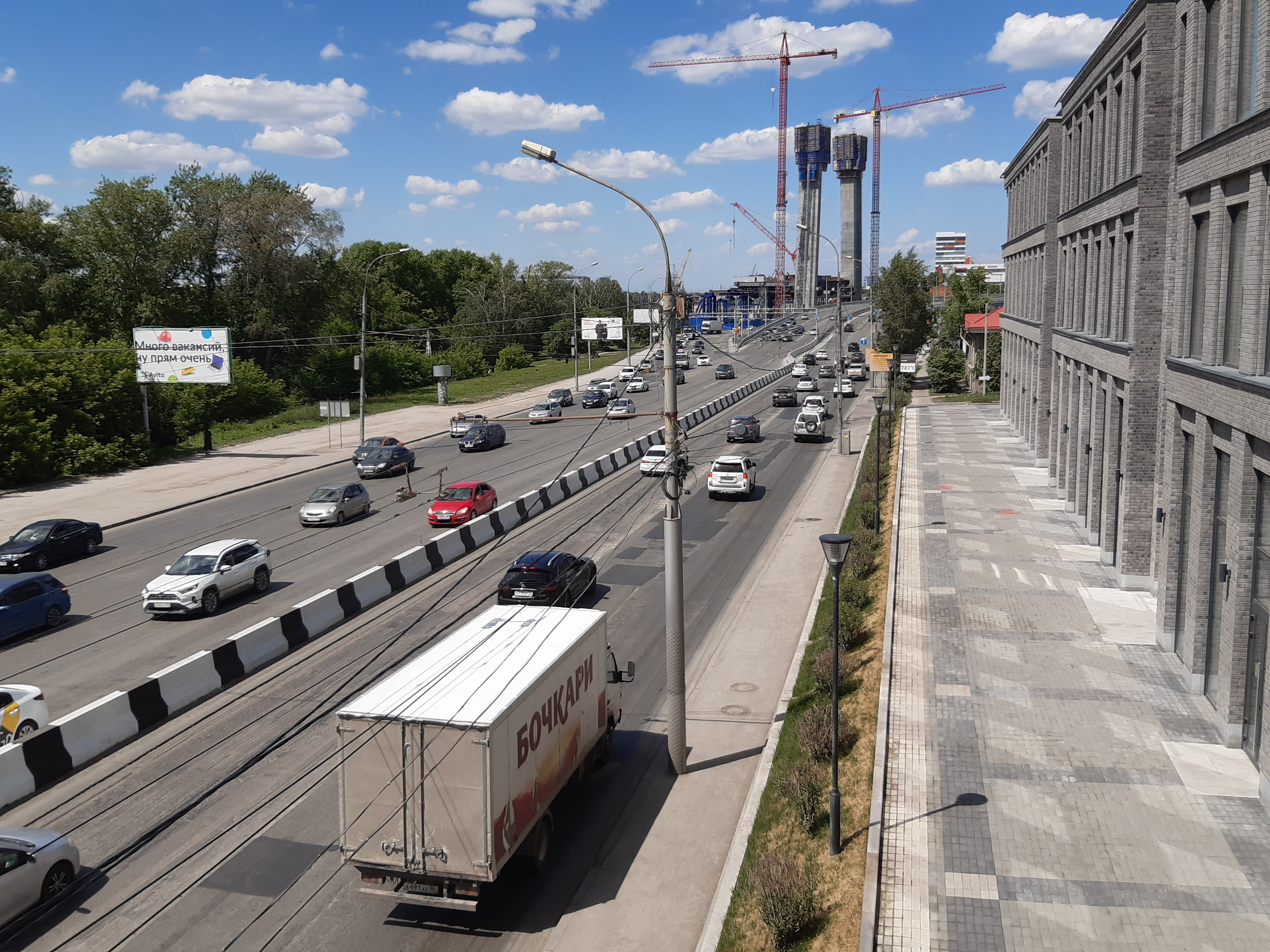
Rue Bolchévique.

La route de la Tchouïa commence son trajet à un échangeur à Ozerni, un village du raïon de Novossibirsk, avec la R254 et la R255. Alors que la R254 et la R255 partent soit à l'ouest vers Moscou soit à l'est vers Vladivostok, la R256 prend plein sud et se faufile dans Novossibirsk en prenant d'abord la rue Kedrovaïa puis l'avenue Motchichtchenskoïe, les deux dans l'arrondissement Zaïeltsovski. Après avoir franchi la rivière Ieltsovka, elle emprunte la Krasni Prospekt (« l'Avenue Rouge ») et traverse le centre-ville de Novossibirsk. Elle voit défiler la place Kalinine, le théâtre d'opéra et de ballet de Novossibirsk, la place Lénine, la cathédrale Saint-Alexandre-Nevski, le tout dans l'arrondissement central. À son croisement avec la rue de l'Hippodrome, elle longe brièvement l'Ob. Elle croise ensuite le pont d'Octobre, se fait nommer la rue Bolchévique, et progresse dans l'arrondissement éponyme. Peu avant de sortir de l'arrondissement, elle devient pour 4 km une autoroute et croise le pont Bougrinski.

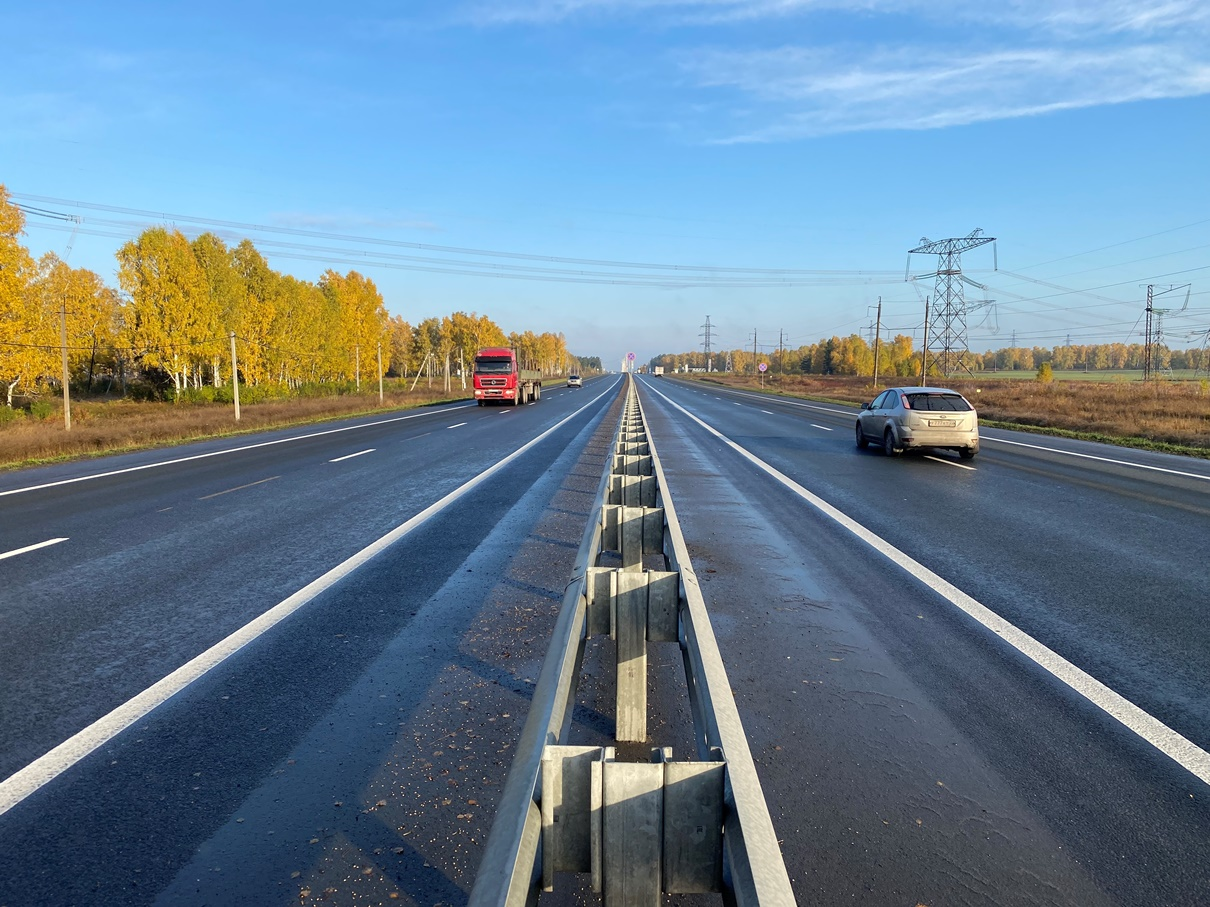
La R256 dans l'oblast de Novossibirsk.

Après avoir atteint le pont sur l'Inia, elle arrive dans l'arrondissement Pervomaïski et adopte le nom d'« autoroute de Berdsk ». Elle passe ensuite l'arrondissement soviétique avec Akademgorodok et l'université d'État de Novossibirsk, puis longe le réservoir de Novossibirsk avant de franchir la rivière Berd. Elle arrive à Berdsk, et le seul nom désormais de la route est l'officiel : la R256. Après avoir traversé Berdsk, elle voit pour la première fois des champs, qu'elle va côtoyer pendant une longue partie du trajet. Elle dépasse ensuite Iskitim sur le côté est, puis coupe une petite forêt entre Linevo et Dorogino. Au kilomètre 104, elle frôle Tcherepanovo et coupe la route de Souzoun à Maslianino. Peu après, elle passe près du village de Bezmenovo, et continue ensuite sur une ligne droite de près de 50 kilomètres. Pendant ce segment, elle passe dans le kraï de l'Altaï et, à la sortie de cette section, elle franchit une forêt, évite Talmenka et enjambe la rivière Tchoumych.

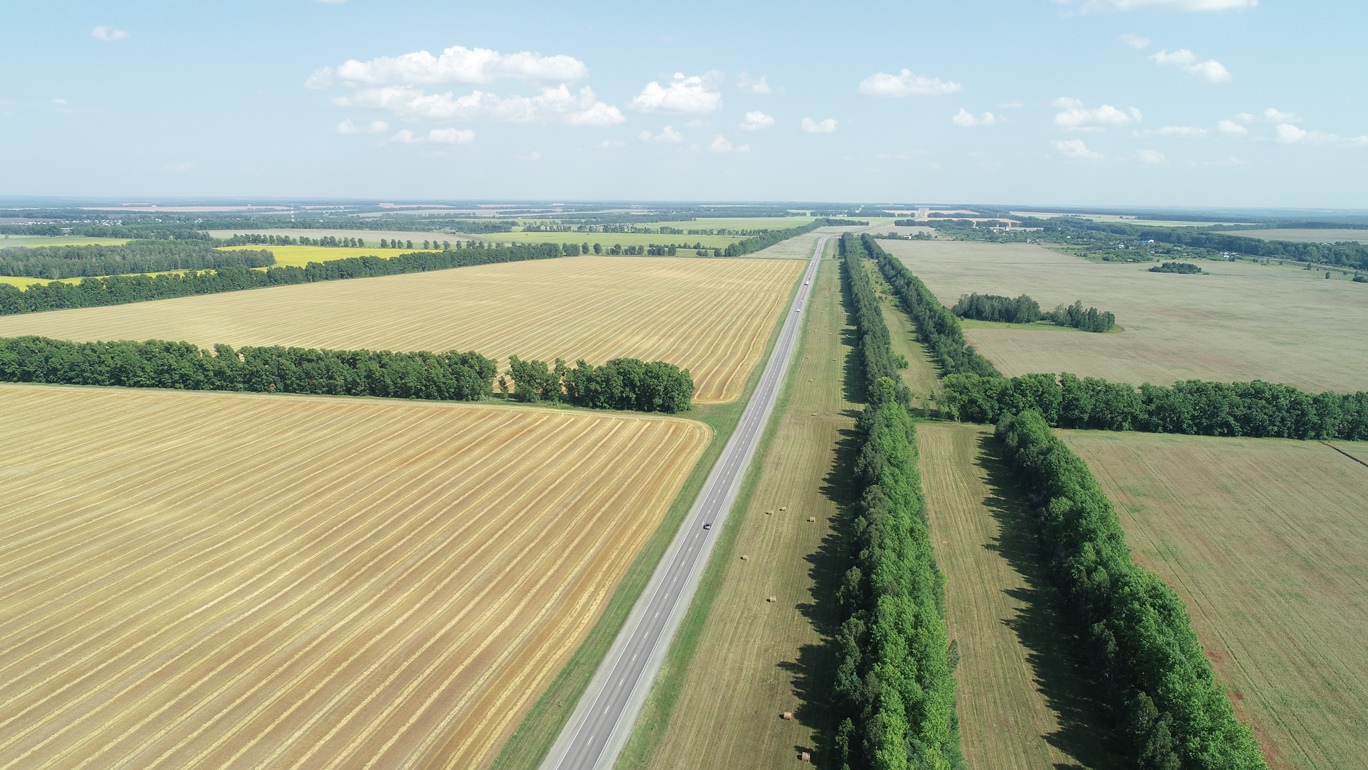
La route avant Nalobikha.

Juste avant le pont sur cette rivière, elle devient une 2 × 2 voies pour un peu moins de dix kilomètres. Elle croise ensuite la 01K-04, route allant du kraï de l'Altaï au Kouzbass (vers Leninsk-Kouznetski et la 32K-445). Après ceci, elle traverse d'une traite une grande forêt entre Srednesibirski et Oziorki. Elle repasse ensuite brièvement dans une zone champêtre, où elle redevient une voie rapide en 2 × 2 voies avant de repasser par une forêt. Une fois sortie de cette dernière, elle devient même une autoroute en arrivant à Novoaltaïsk, qu'elle contourne. Pendant cette section, elle possède un échangeur avec la route vers Zarinsk. Juste avant de redevenir une route nationale, elle croise l'autoroute d'entrée vers Barnaoul. Elle prend alors pendant une quarantaine de kilomètres la direction sud-est. Elle frôle la forêt du plateau de l'Ob et, après Nalobikha, elle s'oriente bien plus au sud qu'auparavant. Elle descend alors pendant près de 90 kilomètres à travers des plaines champêtres pour arriver à un échangeur.

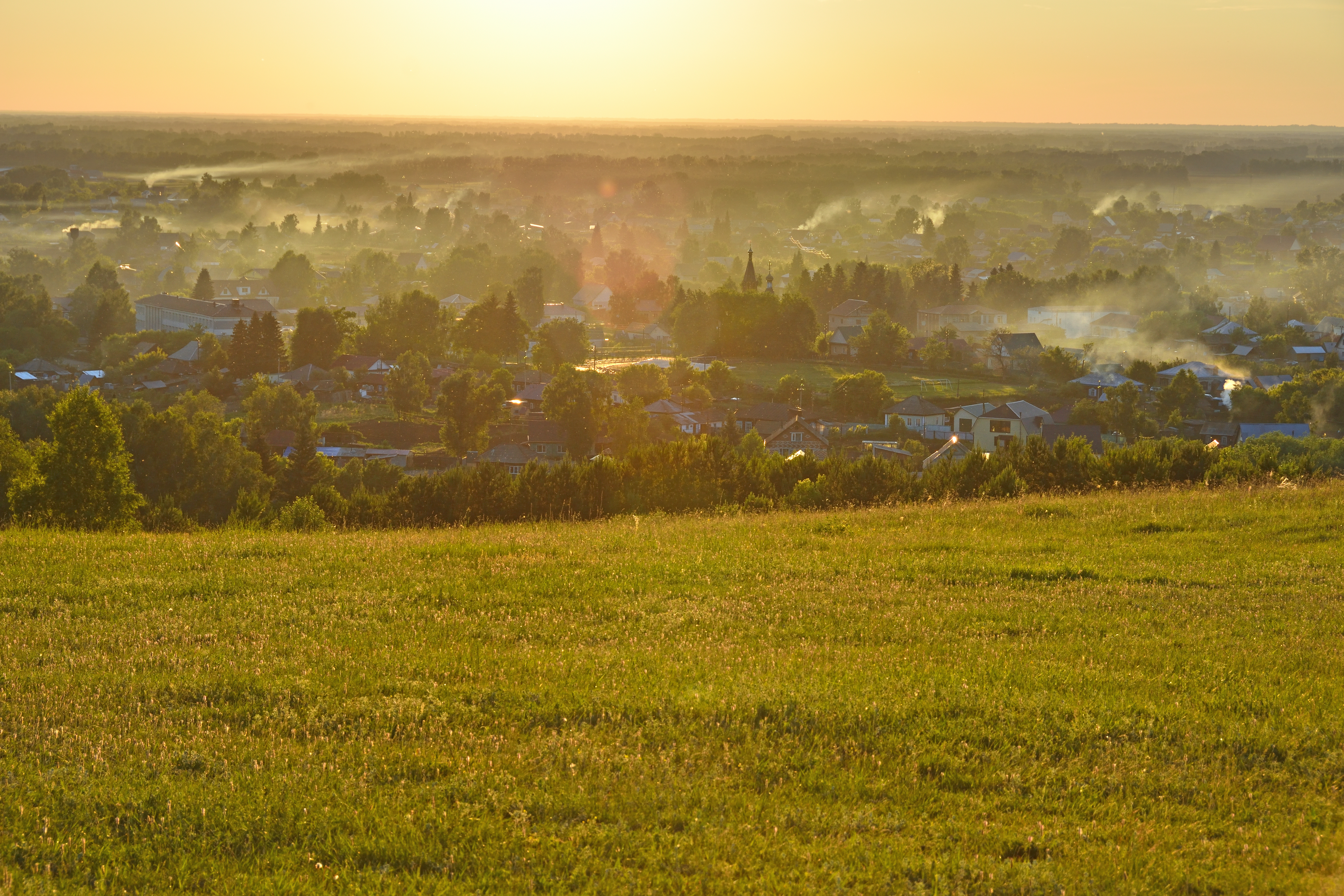
Vue depuis le mont Piket, la R256 passe dans le bois en arrière-plan.

Elle contourne Biïsk par l'est, et croise pendant son détour les routes vers Novokouznetsk et vers Iogatch (lac Teletskoïe). Elle enjambe aussi la Biia, un des deux affluents de l'Ob avec la Katoun, puis traverse la grande forêt entourant le sud de Biïsk. Elle reprend ensuite son itinéraire initial et surtout gagne la partie historique de la route, au niveau de l'échangeur routier du kilomètre 355. Elle ressort ensuite de la forêt et commence à longer la Katoun, à une distance moyenne inférieure à deux kilomètres. Elle traverse alors des localités comme Verkh-Katounskoïe ou encore Srostki, où elle voit le mont Piket qui domine sur sa droite la plaine de la rivière. La route continue de longer la Katoun, et traverse plusieurs villages comme Berezovka. Au niveau du 416e kilomètre, elle enjambe l'Icha, un affluent de la Katoun et, une quinzaine de kilomètres plus tard, elle arrive en république de l'Altaï, avec une stèle de bienvenue sur le bas-côté. Peu après, elle croise la route menant à Platovo et son pont sur la Katoun tandis que la R256 arrive à Maïma, la seconde plus grande ville de la république. Elle croise plusieurs routes à l'intérieur de la localité menant à la capitale du sujet Gorno-Altaïsk et plus grande ville de la région puis, en sortant de Maïma, elle se fraye un chemin entre les montagnes et la Katoun en devenant à nouveau une 2 × 2 voies, pour quelques kilomètres.

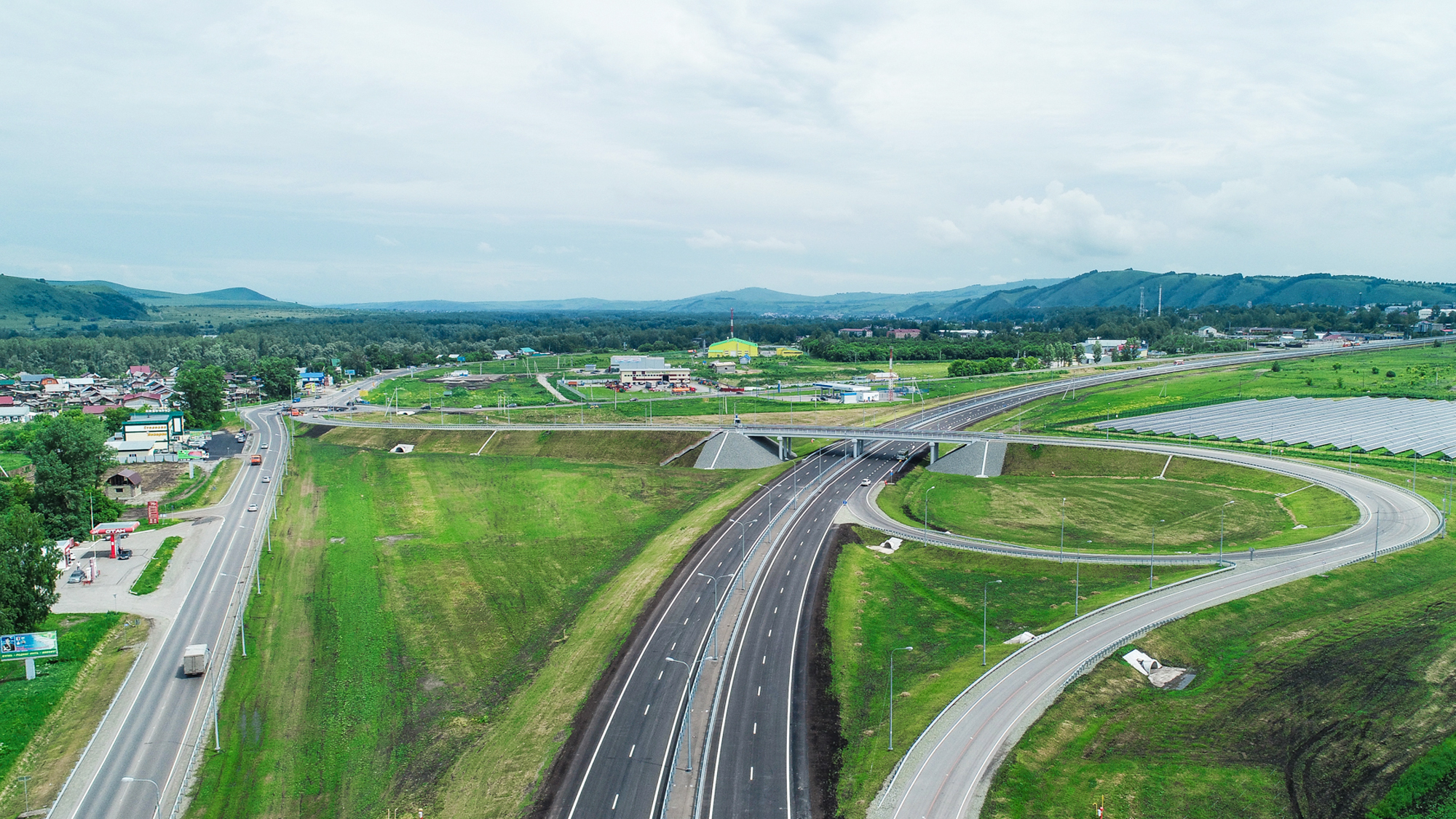
La R256 dans le sud de Maïma.

### Les montagnes
La route atteint ensuite une plaine fluviale un peu plus large, mais doit désormais traverser les centres des localités comme ceux de Soïouzga ou Tcheremchanka, faute de place. À plusieurs reprises, elle longe la Katoun directement, sauf à Manjerok où elle s'en éloigne pour traverser la ville et sa forêt. À partir de cette localité, les bords de la route, qui sont des versants de montagne, sont désormais couverts de forêts, de pins ou de mélèzes de Sibérie. Les villages s'espacent ensuite de plus en plus, avec seulement trois villages de Manjerok jusqu'à Oust-Séma (ceux d'Izvestkovi, d'Oust-Mouny et de Barangol). Juste avant d'arriver à Oust-Séma, une route se détache au niveau d'un carrefour giratoire vers le village d'Oust-Séma et, plus loin, la route de Tchemal, qui continue de longer la Katoun sur près de 100 kilomètres. Mais la R256 ne va pas dans la même direction, elle passe sur la rive gauche du fleuve juste avant Oust-Séma, et emprunte la vallée de la Séma, un affluent de la Katoun. Dans cette vallée, elle traverse successivement les villages de Kamlak, Tcherga, de Miouta, de Chebalino de Koumalyr et de Topoutchaïa, avant d'arriver au col de la Séma, haut de 1 717 mètres,.

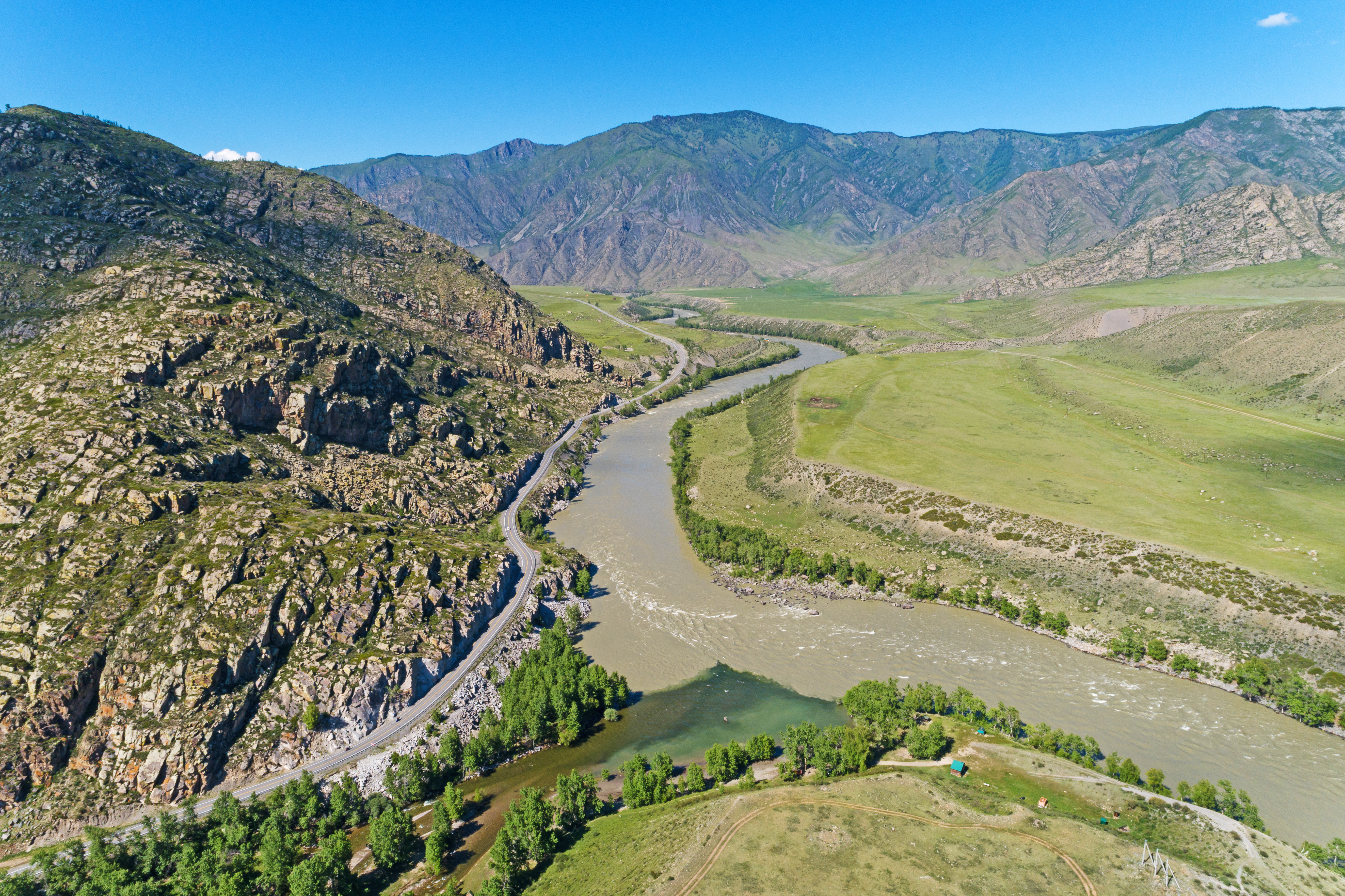
La route au site archéologique de Ialoman.

La route redescend ensuite du col et, près du village de Neftebaza, elle croise au kilomètre 610 la route d'Ouïmon vers Oust-Kan et le Béloukha. Peu après, elle traverse Touïekta où l'espace entre les montagnes s'élargit un peu, mais où les forêts se font rares, et elle longe pendant près de 30 kilomètres la rivière Oursoul, en passant d'ailleurs pas Ongoudaï. Après avoir quitté la vallée de la rivière Oursoul, elle entame sa montée du col Tchike-Taman, culminant à 1 295 mètres. Après l'avoir surmonté, la R256 redescend dans une vallée encaissée, en passant par Kouptchegen, puis retrouve au kilomètre 680 la vallée de la Katoun, au niveau du site archéologique du Kour-Ketchou. À ce moment-là, la route est déjà à une altitude supérieure à 700 mètres. Elle remonte alors la vallée de la rivière, en passant près de plusieurs sites archéologiques comme celui de Ialoman et, à Inia, elle franchit d'ailleurs le cours d'eau. Un peu après, à Tchouïozy, elle quitte définitivement la Katoun, en tournant dans la vallée de l'un de ses affluents, la Tchouïa,.

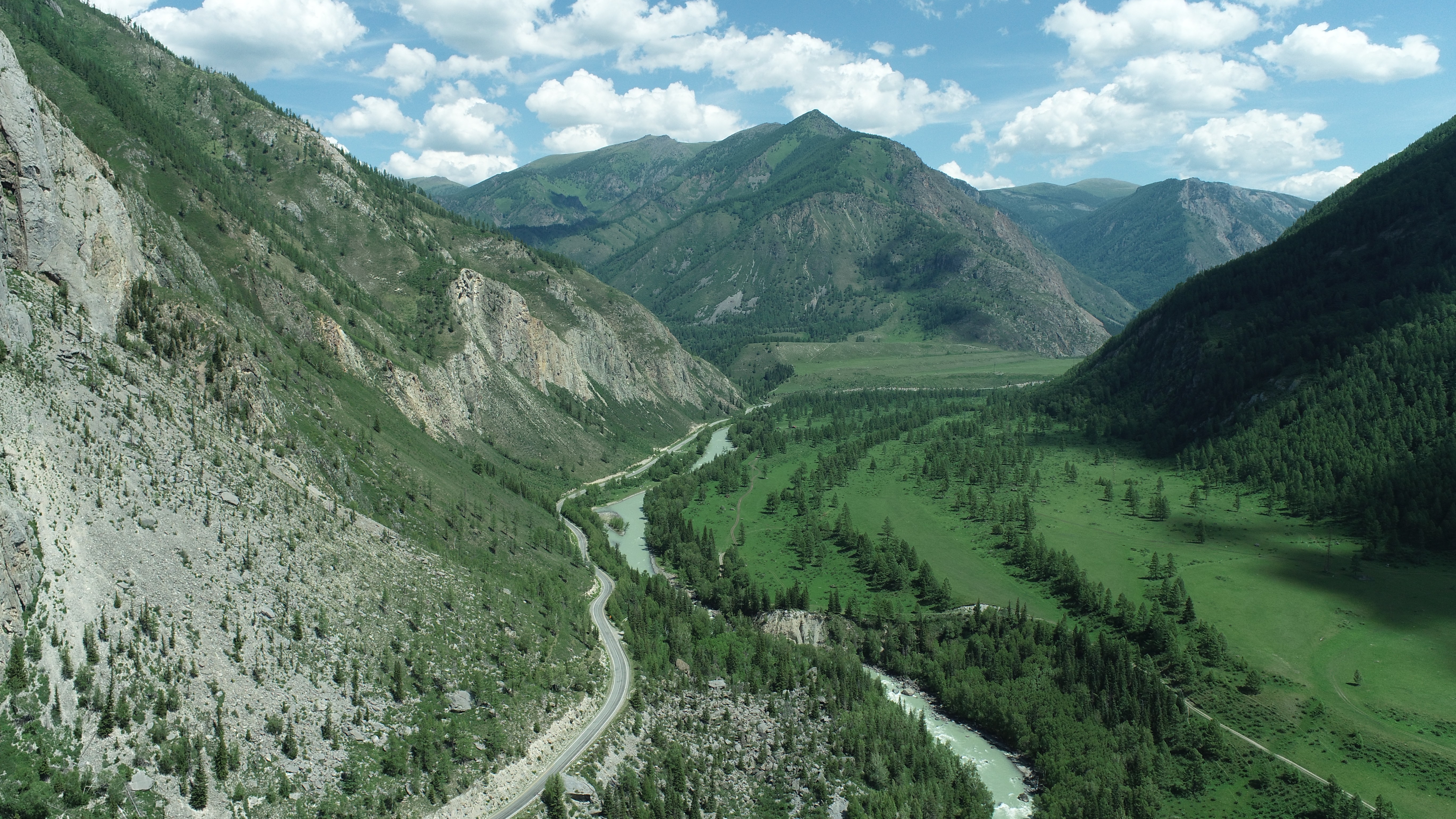
La route au km 760.

Dans la vallée de la Tchouïa, l'espace entre les versants se rétrécit de plus en plus au fil de la remontée, et les versants redeviennent couverts de forêts. Elle passe près du site archéologique du Kalbak-Tach, puis par les villages de Iodro et d'Ak-Bom, avant de passer devant le Bely-Bom, l'ancien lieu dangereux du trajet. Juste après le Bely-Bom, elle a sur sa droite le monument des constructeurs de la route et de la légende d'« Il y a une route le long du trakt de la Tchouïa ». La route de la Tchouïa continue ensuite dans la vallée, en voyant passer plusieurs cascades jusqu'à arriver à Tchibit. C'est dans cette vallée qu'elle dépasse les 1 000 mètres d'altitude. Là, elle se détourne de la Tchouïa pour passer à Aktach et pour croiser la route vers Oulagan et la rive sud du Teletskoïe (via le Katou-Iaryk). Une fois Aktach traversé, elle surmonte un petit col avant de revenir près de la Tchouïa. Elle dépasse les ruines du barrage de la Tchouïa, et elle longe de nombreux méandres de la rivière. Elle s'en détache ensuite pour franchir le col de Kouraï, qui culmine à 1 560 mètres,,.

### Les steppes

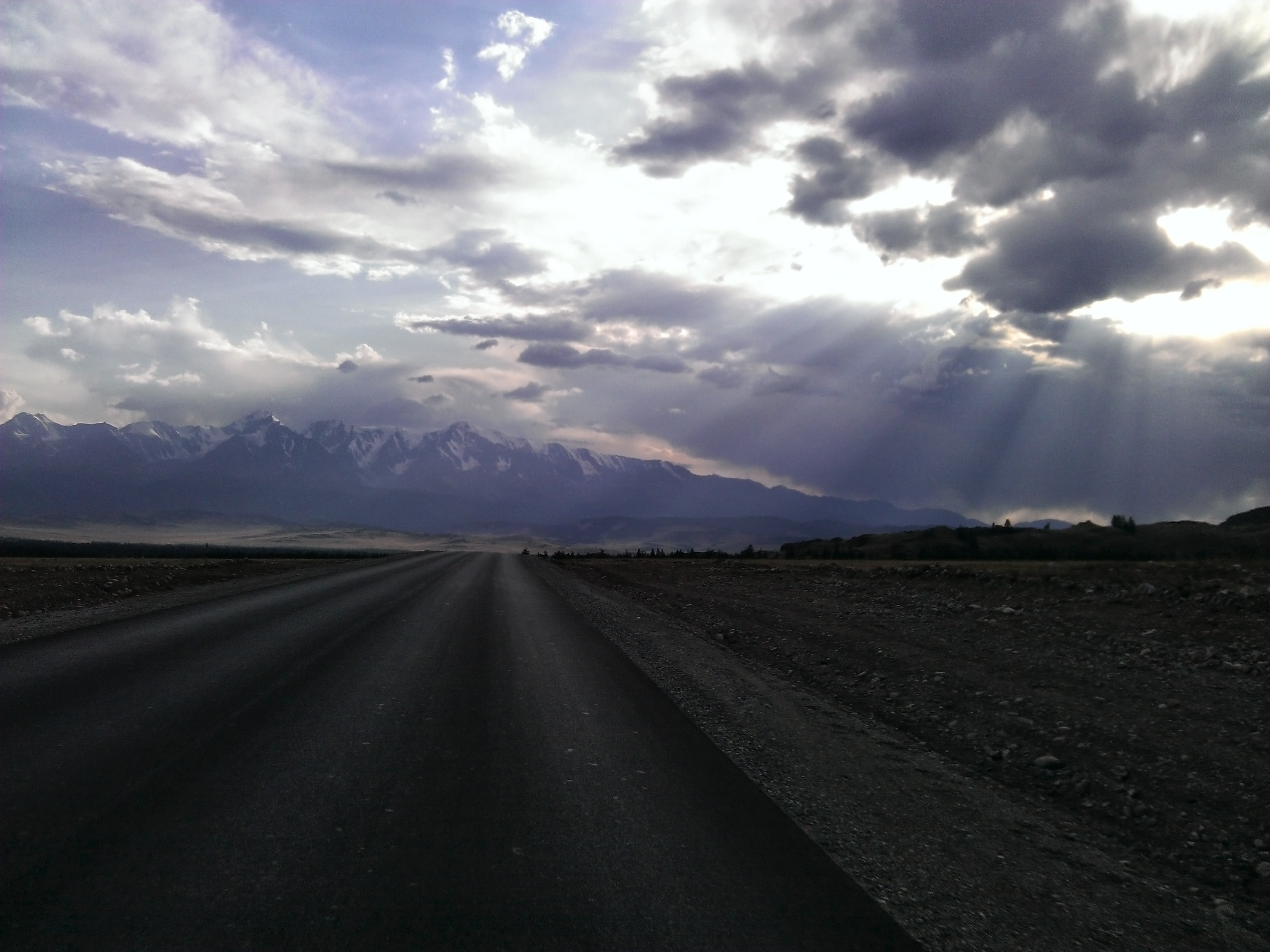
La route dans la steppe de Kouraï.

En redescendant du col de Kouraï, la route de la Tchouïa débarque pour la première fois dans une steppe, la steppe de Kouraï. La route traverse une vaste zone aride, entourée de montagnes verdoyantes et enneigées sur les sommets. Elle traverse le village de Kouraï et croise la route vers le village adjacent de Kyzyl-Tach. Elle suit sur 2 kilomètres une direction  nord-est, avant de piquer vers le sud-est, avec une ligne droite sur près de 5 kilomètres. Quelques kilomètres après ce segment, la steppe prend fin, la route retrouve la rivière Tchouïa. Une vallée se forme alors, se resserrant fortement, entre la chaîne de Kouraï au nord et sur le côté sud la Tchouïa du Nord. La R256 est ainsi dans un passage étroit pendant environ une vingtaine de kilomètres, jusqu'au village de Tchagan-Ouzoun.

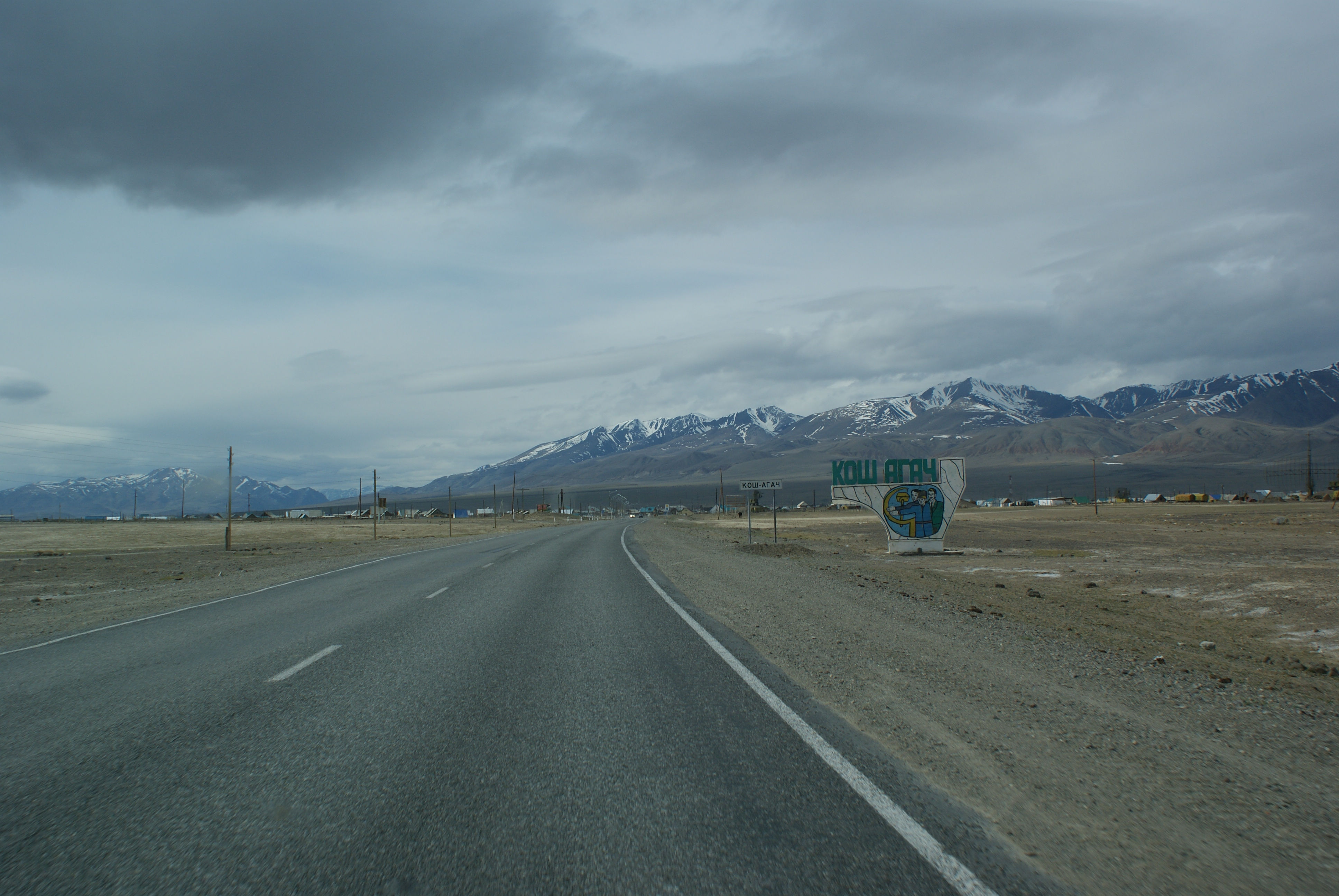
La route arrivant à Koch-Agatch depuis la Mongolie.

À Tchagan-Ouzoun, alors que la Tchouïa récupère de l'eau de la rivière éponyme au village, la route entre dans la grande steppe de la Tchouïa et, après avoir traversé une partie de la steppe et le village d'Ortolyk, elle enjambe la rivière Tchouïa. La route est alors à Koch-Agatch, village ayant dépassé les 10 000 habitants en 2021, et plus grande localité traversée depuis Maïma. Dans le village, elle croise la route vers Belyachi et le plateau de l'Oukok. Elle sort ensuite du village, et traverse sur deux grandes lignes droites le reste de la steppe, une de 10 kilomètres avec en coupure le village de Jana-Aoul, puis un autre segment de 17 kilomètres, avant d'arriver peu après à Tachanta, en dépassant juste avant la localité l'atitude de 2 000 mètres. Tachanta est la dernière localité du trajet ; par la suite, la route passe les douanes russes, puis entame une montée de 20 kilomètres pour culminer à 2 481 mètres. En arrivant à cette altitude, elle atteint le col de Dourbet et ainsi la frontière avec la Mongolie. La route de la Tchouïa est alors prolongée par la route A0306 qui va vers Ölgii, et plus loin par plusieurs routes vers la Chine, et plus précisément la province du Xinjiang, voire plus loin avec la route asiatique 4.

## Itinéraire
Itinéraire de la route: 
Oblast de Novossibirsk
- Échangeur entre ,  et  à Novossibirsk km 0

- Berdsk km 37
- Iskitim km 52
- Tcherepanovo km 99

Kraï de l'Altaï, raïon de Talmenka
- Talmenka km 151

Raïon de Pervomaïskoïe
- Novoaltaïsk km 217

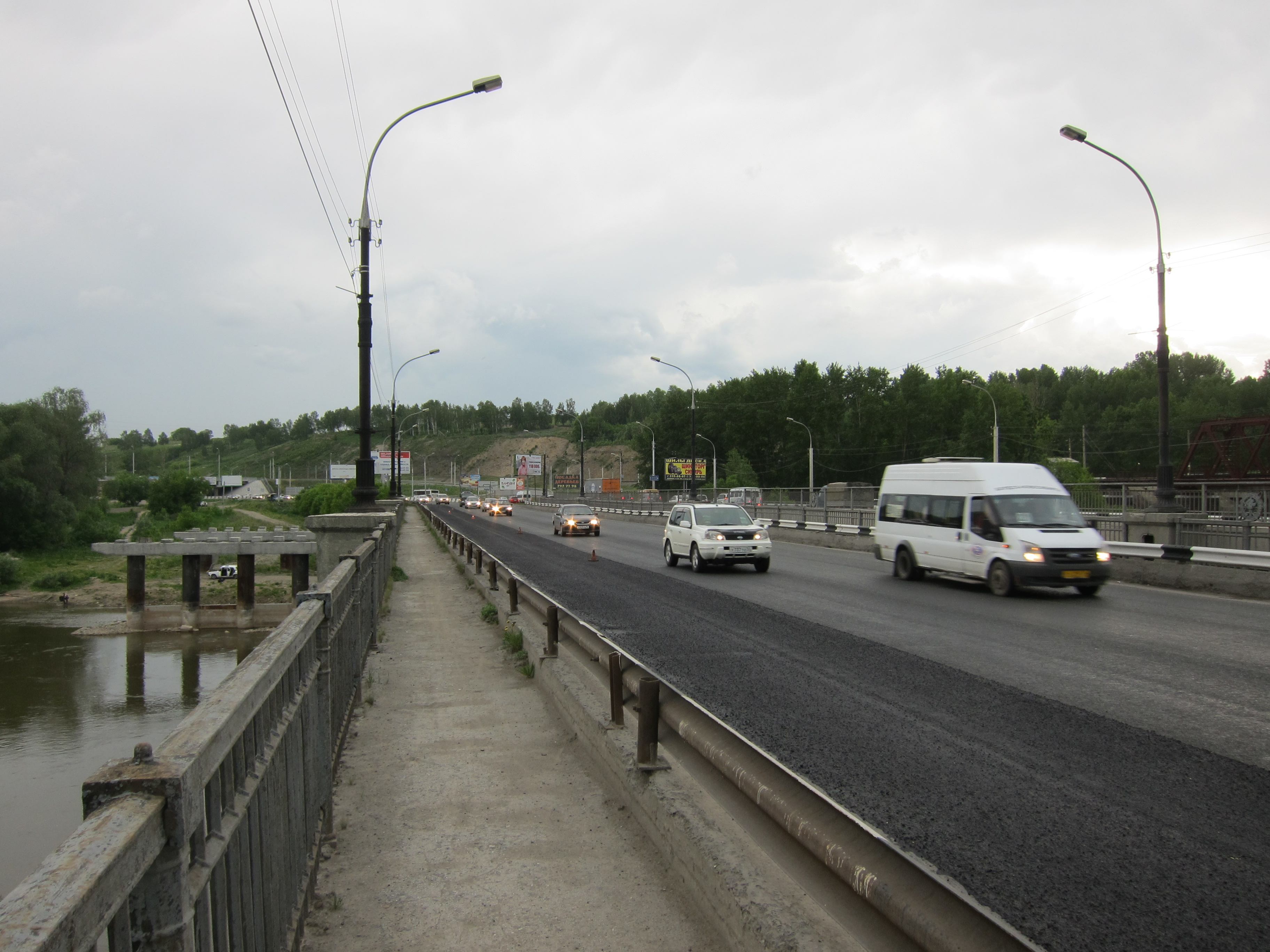
Pont sur la rivière Inia à Novossibirsk (Akademgodorok).

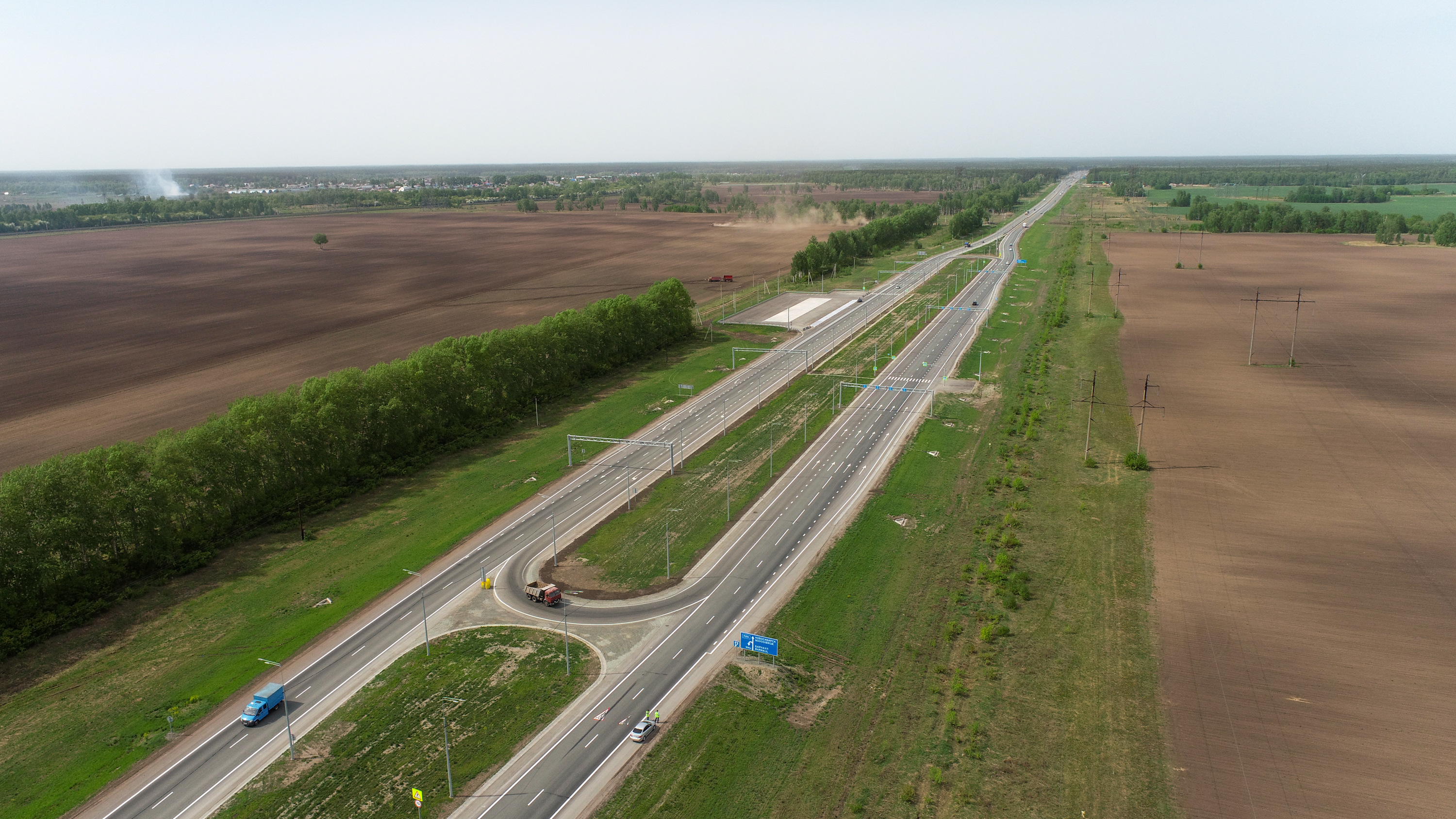
La R256 au km 173.

  -  Sortie vers Barnaoul à 17 km km 234
- Biïsk km 364
- Verkh-Katounskoïe (ru) km 366
- Tchouïski (ru) km 371
- Polevodka km 377
- Srostki km 384
- Obraztsovka km 393

Raïon de Krasnogorskoïe, km 395
- Berezovka km 397
- Bystrianka km 404
  -  Intersection avec route 01K-65 vers Krasnogorskoïe km 405
- Staraïa Sourtayka km 411
- Pont sur la rivière Icha km 416
- Village du pont sur l'Icha (Celo Most-Isha) km 416

- Intersection avec la route vers Oust-Icha
- Dolina Svobody km 425
- Début de 2 x 2 voies à chaussées séparées km 428
- Frontière avec la république de l'Altaï km 428,7

République de l'Altaï, raïon de Maïma

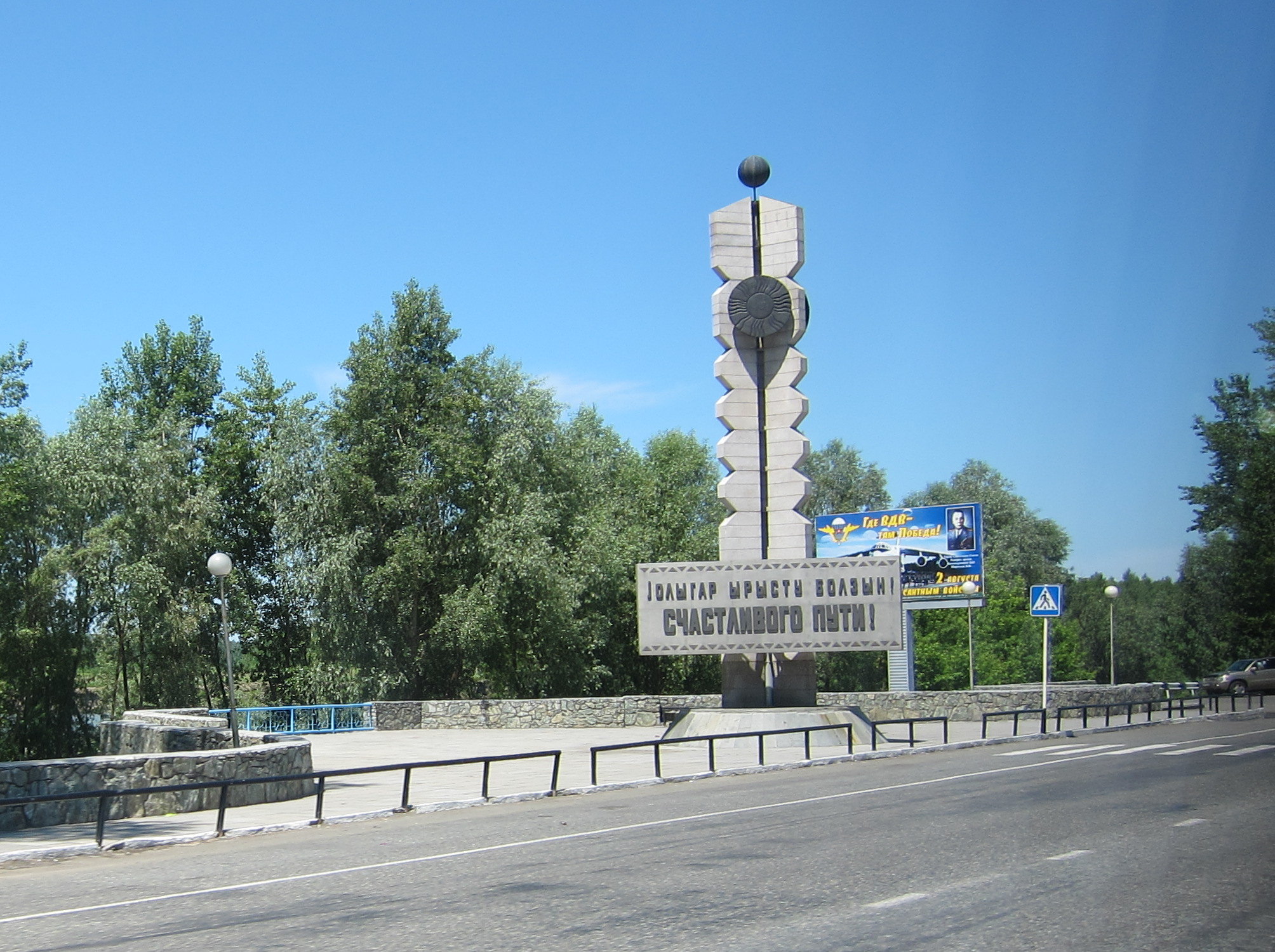
Monument à la frontière entre le kraï de l'Altaï et la république de l'Altaï disant « Bon voyage ! » dans les langues altaï et russe.

- Aire de repos et monument d'entrée dans la république de l'Altaï km 429,6
- Sortie partielle vers Platovo et le pont de Platovo sur la Katoun km 432
- Aire de service km 433
- Fin de 2 x 2 voies km 433,5
- Aire de service km 444
- Maïma km 435,7
- Intersection avec la route vers Gorno-Altaïsk et le lac Teletskoïe km 440
- Karlouchka km 444
  -  Début de 2 x 2 voies à chaussées séparées
- Sortie vers l'aéroport de Gorno-Altaïsk km 446La R256 à Maïma.
- Doubrovka km 449,7
- Rybalka km 451

- Fin de 2x2 voies km 452
- Soïouzga km 455

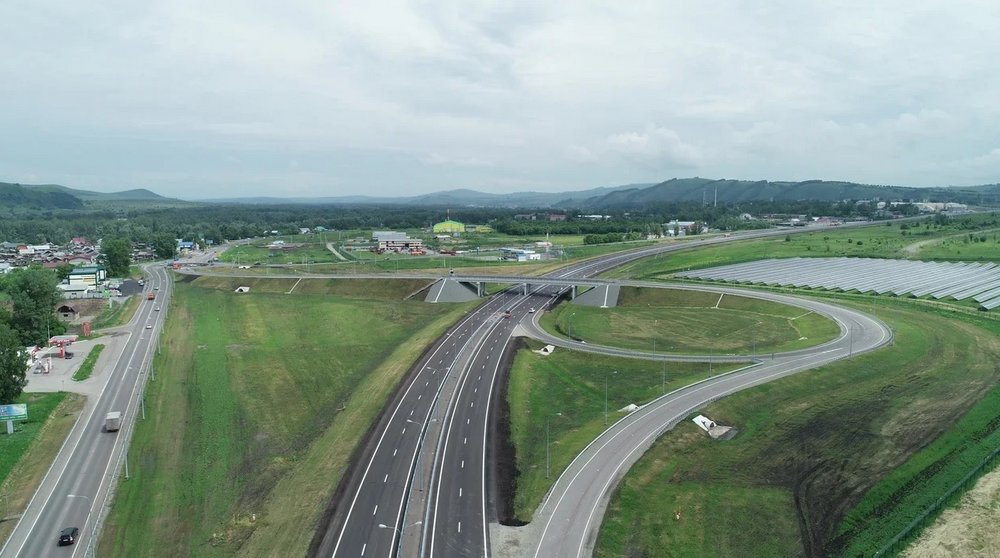
La R256 à Maïma.

- Intersection vers pont sur la Katoun, route 01K-29 km 457,9
- Tcheremchanka km 461
- Aire de service km 463
- Aire de service et monument dédié à Viatcheslav Chichkov km 468
- Manjerok km 469,5
  -  Aire de service km 472,5
  -  Intersection avec la route vers le lac de Manjerok et la station de ski de Manjerok km 473

- Intersection avec la route vers le pont suspendu sur la Katoun et la route 01K-29 km 477,8
- Izvestkovy km 481
- Oust-Mouny km 484
  -  Aire de service

- Barangol km 491
  - Pont piéton « Tsarskaïa Okhota » menant à la cascade Kamytchlinski

Raïon de Tchemal km 493,5
- Carrefour giratoire avec sortie sur la 84K-116 vers Oust-Séma et Tchemal km 495
- Nouveau pont (construit en 2011) sur la Katoun km 496
- Intersection vers l'ancien pont d'Oust-Séma km 498,6
- Monument naturel d'Oust-Séma km 500

Raïon de Chebalino
- Kamlak km 505

- Tcherga (ru) km 514,5
  -  Intersection vers la 84K-122

- Barlak km 524

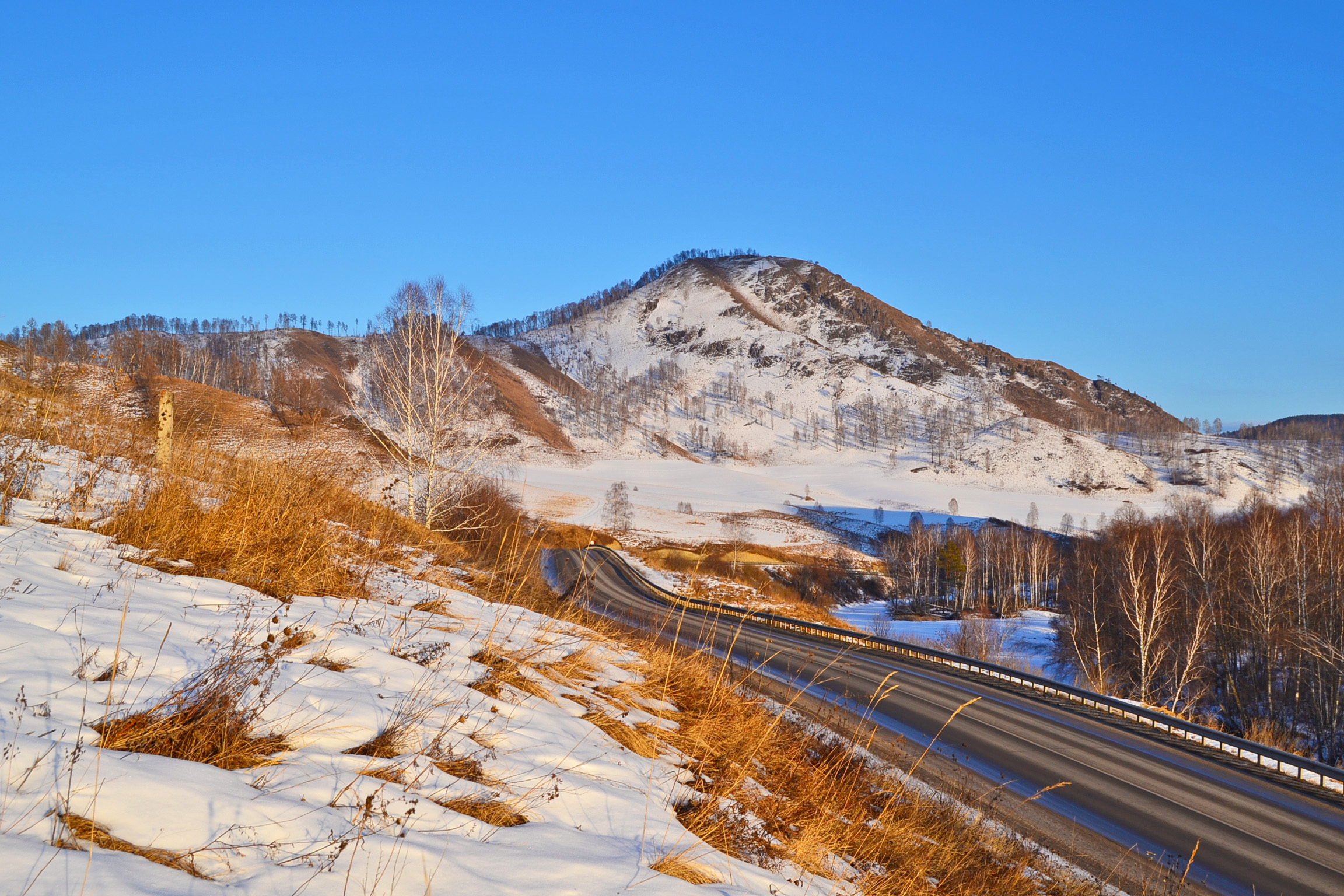
La route près de Kamlak.

- Aire de repos de la rivière Barsougan km 527,9

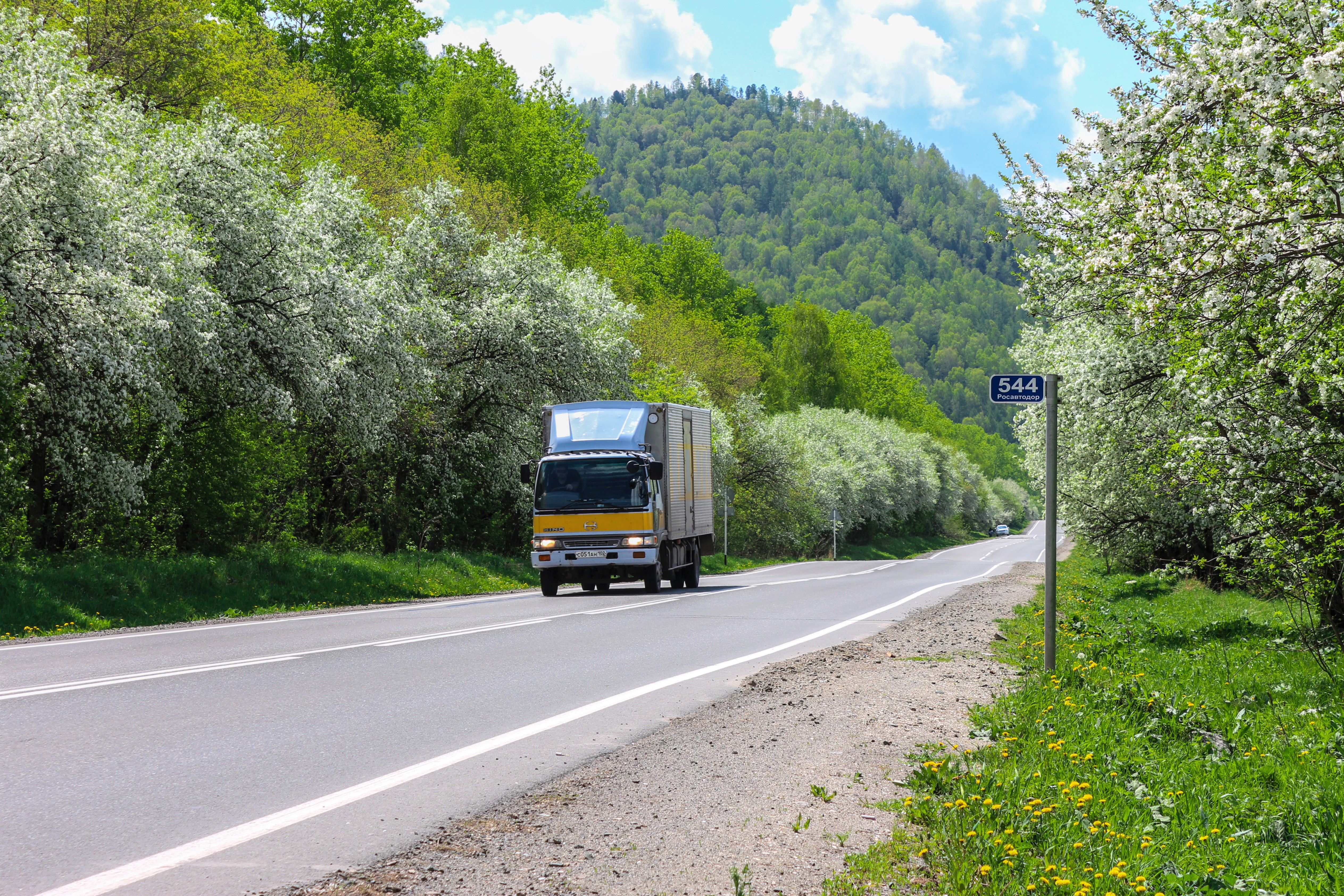
La route près de Chebalino.

- Miouta km 534

- Chebalino km 546
  -  Aire de service
- Koumalyr km 561
- Topoutchaïa km 572
- Pont sur la rivière Sarlyk km 573,8
- Début du col de la Séma 574,3
- Entrée dans le raïon d'Ongoudaï
- Col de la Séma (1 717 mètres) km 582,4
  -  Points de vue sur les vallées
  - Monument et  Aire de repos
- Intersection vers la 84K-132 (route d'Ouïmon, direction Oust-Kan - Oust-Koksa - Tioungour) km 610,8
  -  Aire de service
- Touïekta km 613
- Par naturel d'Outch-Enmek km 618,3
- Karakol km 620
  -  Intersection avec la 84K-21 vers Koulada
- Kourtota km 621
  -  Intersection avec la 84K-30 vers Nijniaïa Talda
- Chachikman km 628

- Ondougaï km 634

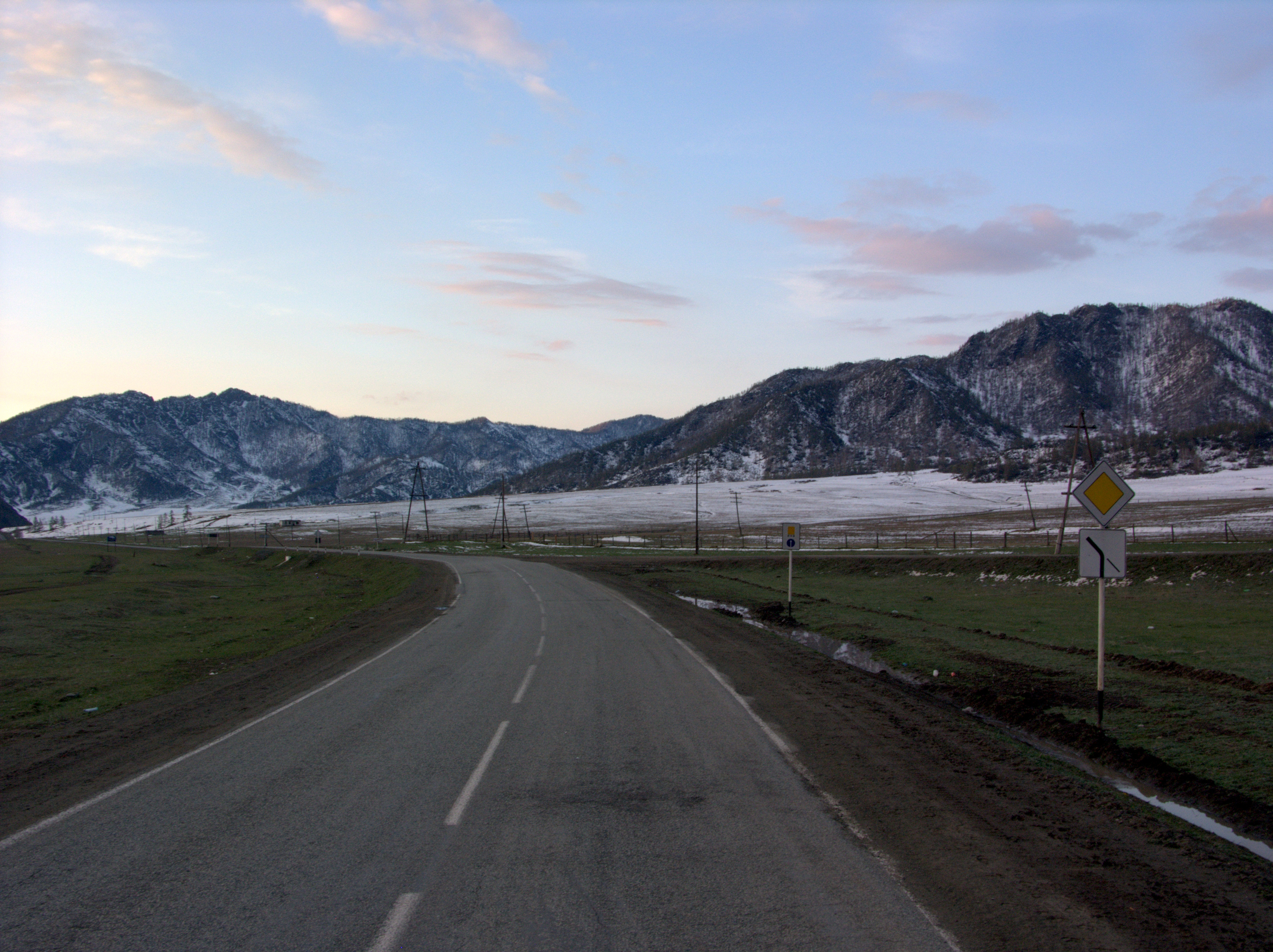
La route vers Ongoudaï.

- Pont sur l'Oursoul dans Ongoudaï km 639,2
- Oulita km 642,7
- Khabarovka km 653
- Début du col du Tchike-Taman km 655
- Col du Tchike-Taman km 662,9

- -  Point d'observation
  - Monument
- Fin du col km 667
- Kouptchegen km 672

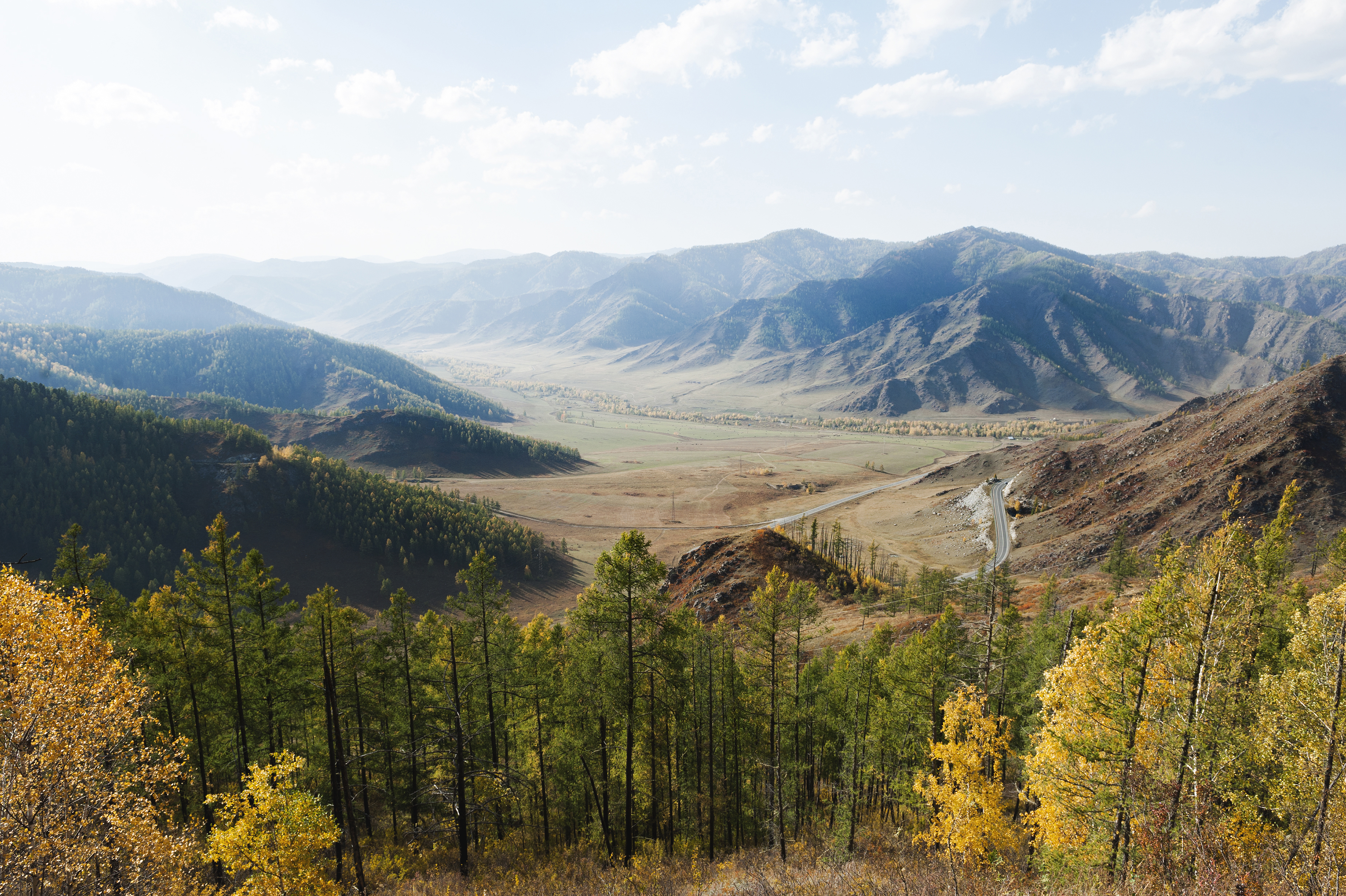
Panorama depuis le Tchike-Taman.

- Site archéologique Kour-Ketchou km 680
- Pont sur la rivière Ialoman km 691
- Colline fortifiée de Ialoman km 691,9
- Maly Ialoman km 695
- Aire de service  km 702
- Pont sur la Katoun km 703,4
- Inia km 703,4
- Ruines de la forteresse de Bitchiktou-Kaïa km 710
- Confluence de la Tchouïa et de la Katoun km 712,4
- Intersection vers un pont sur la Katoun

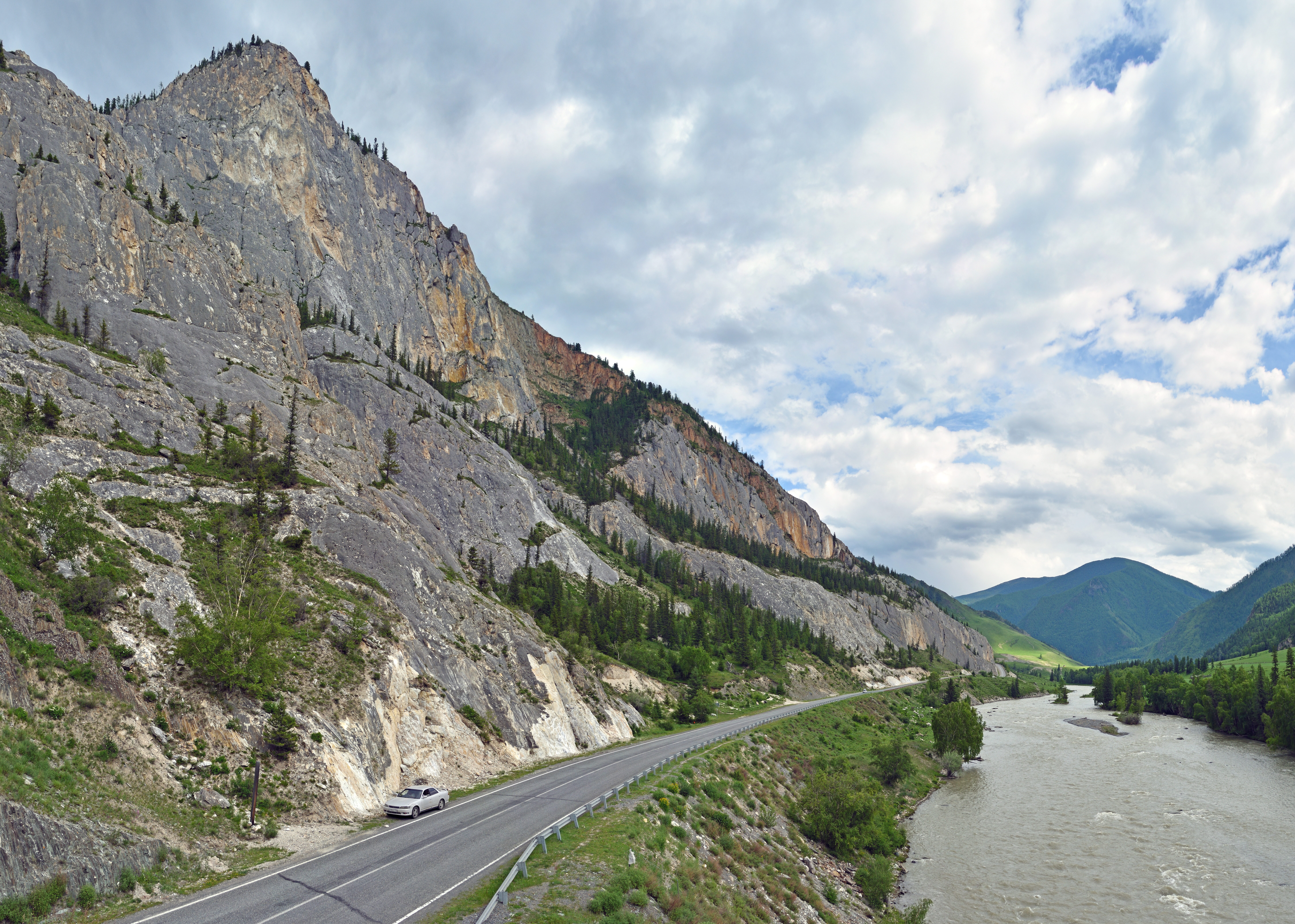
Le Bely-Bom à Ak-Boom.

- Kalbak-Tach II km 713
- Tchouïozy km 714
- Kalbak-Tach km 728
- Iodro
- Ak-Boom avec  Aire de service  km 740

- Le Bely-Bom km 741Le Bely-Bom à Ak-Boom.
- et Monument dédié à Kolka Snegiriov km 744

Raïon d'Oulagan km 770,6
- Tchibit km 780
  -  Aire de service 
  - Chemin vers les lacs de la Chavla
- Aktach km 788
  -  Intersection avec la 84K-1 km 790,7
  -  Aire de service
- Ruines du barrage d'Aktach km 801

Raïon de Koch-Agatch km 812
- Col de Kouraï km 817
- Entrée dans la steppe de Kouraï
- Kouraï km 822
  -  Route vers Kyzyl-Tach

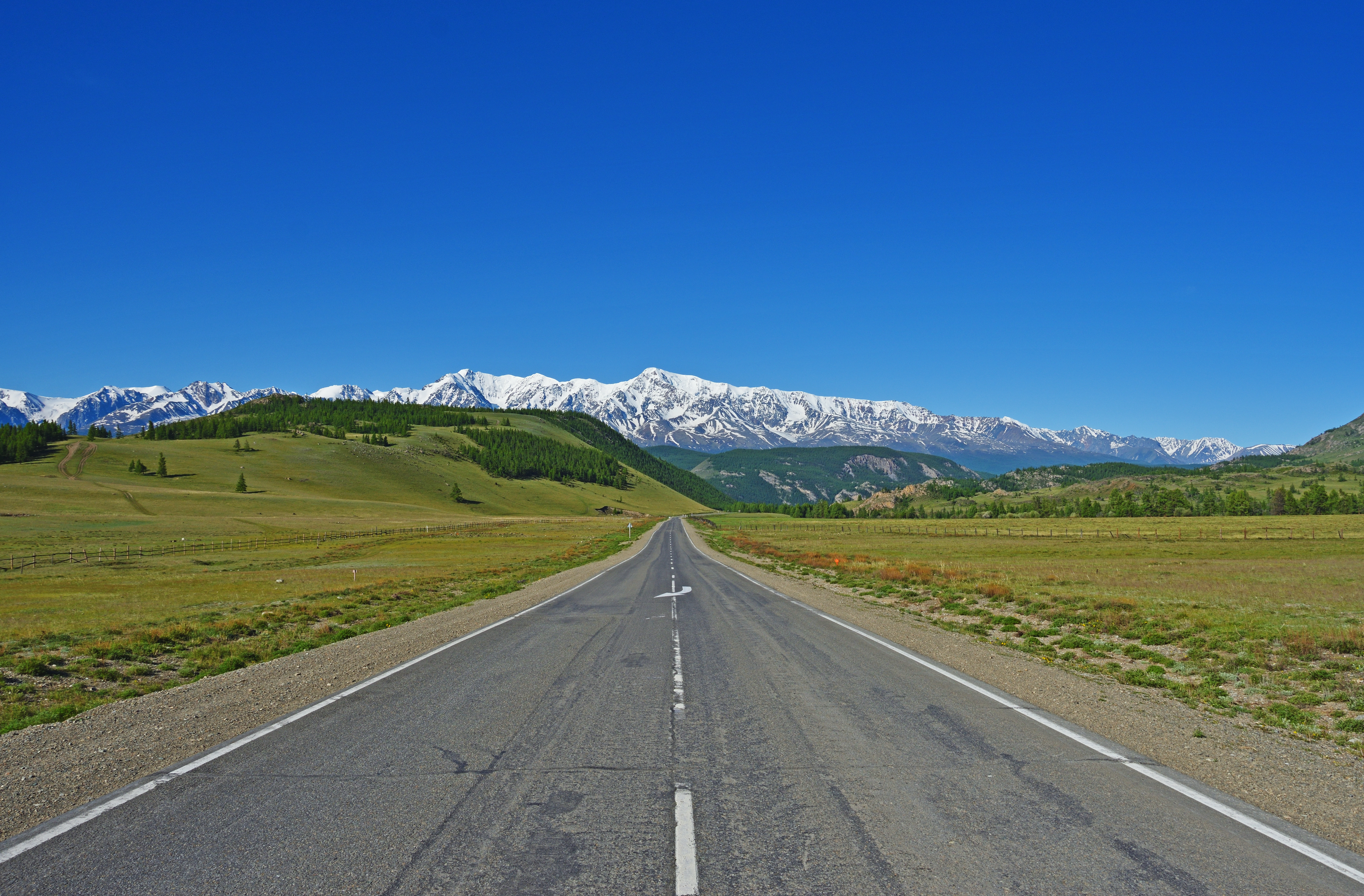
La route juste avant le col de Kouraï avec à l'arrière la Tchouïa du Nord.

- Sortie de la steppe de Kouraï km 830
- Route (via pont sur la Tchouïa) vers Tchagan-Ouzoun et les paysages martiens km 864,7
- Entrée dans la steppe de la Tchouïa km 874
- Ortolyk km 877
  -  Aire de service 
  -  Route vers Beltir
- Koch-Agatch km 889La R256 dans Koch-Agatch.
  -  Pont sur la Tchouïa

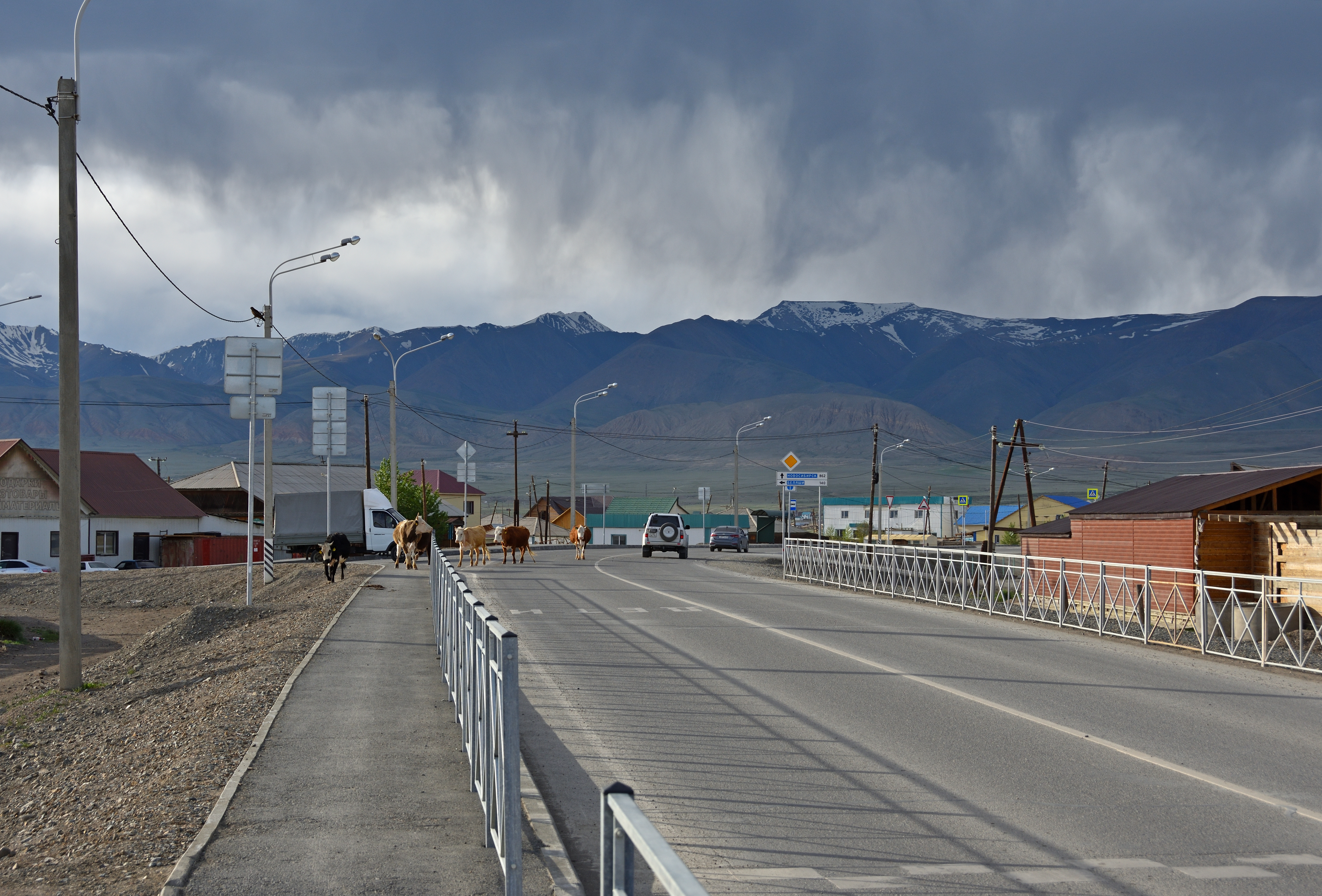
La R256 dans Koch-Agatch.

  -  Route 84K-26 vers Belyachi (à 140 km) et le plateau d'Oukok via le col de Tioupli Klioutch km 892
  -  Aire de service
- Entrée dans la zone frontalière km 895
- Route vers Tobeler et Kokoria km 899

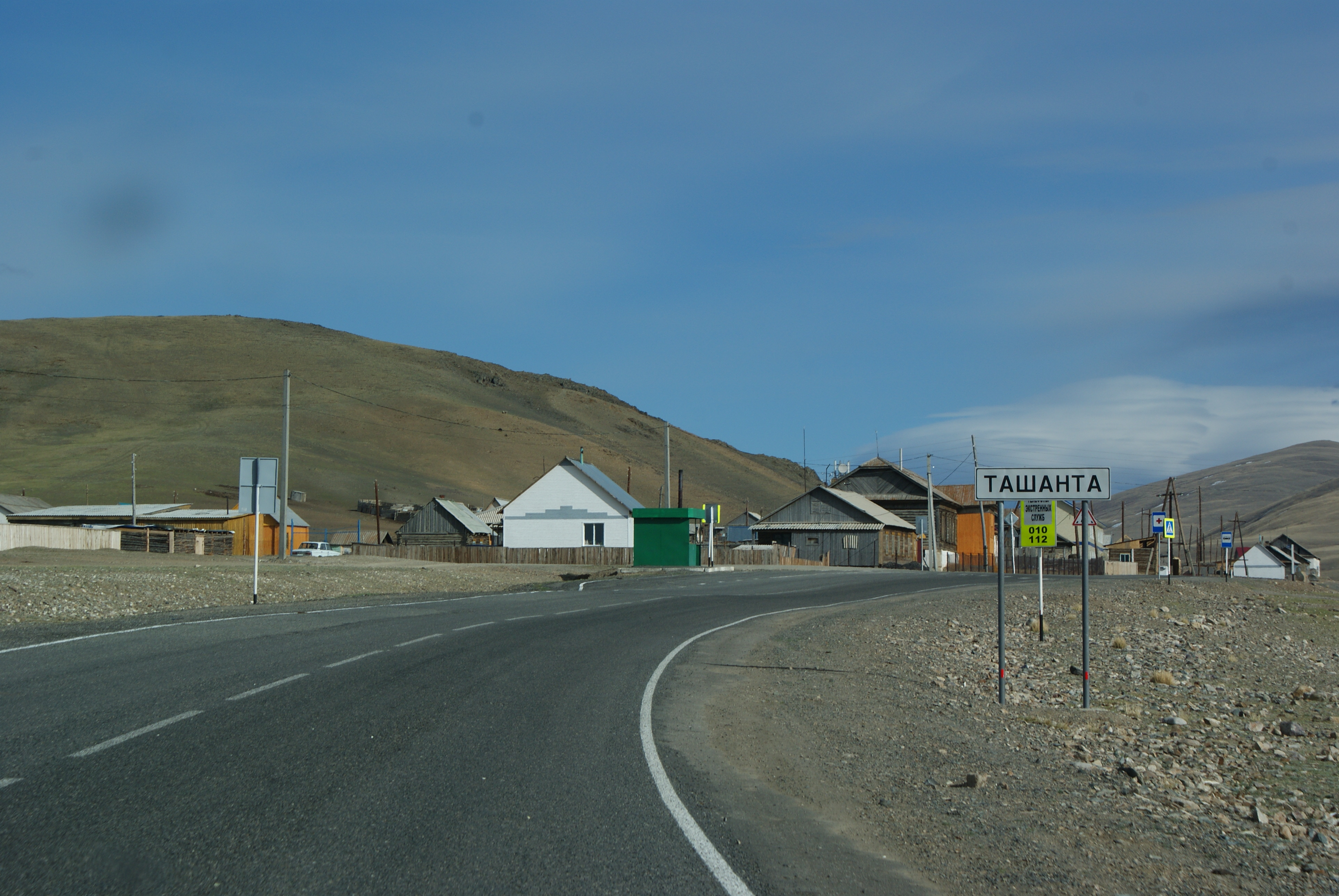
La route à Tachanta.

- Jana-Aoul km 917

- Tachanta km 943
- Douanes russes km 944
- Frontière avec la Mongolie, au col Dourbet (2 481 mètres). Monument frontalier.

## Sites remarquables et culture locale

### Col du Tchike-Taman

Panorama du col en hiver.

Le col du Tchike-Taman est situé à 1 295 mètres d'altitude, au point kilométrique 655. La longueur du col est de 11 kilomètres. Au col se trouve un panorama où l'on peut observer les monts de la Terekta (plus de 2 500 mètres d'altitude). On y trouve des forêts de mélèzes, ainsi que d'autres arbres qui y cohabitent comme des bouleaux, et des cèdres. La route actuelle y mène depuis 1984. Auparavant, il fallait prendre une autre route dangereuse comportant près de 24 virages serrés. L'ancienne route était une voie unique en gravier qui dorénavant peut être montée à pied.

### Musée des traditions locales de Biïsk
Une section du musée de Biïsk est consacrée à la route. Il y est retracé l'histoire de la route depuis la voie des caravanes jusqu'à la route moderne R256. Il s'y trouve des documents et photographies datant de l'époque où la route fut construite, ainsi qu'un modèle en volume de la route. Le kilomètre 0 symbolique est installé sur le parvis du musée. L'institution présente aussi des expositions sur la région traversée de l'Altaï, avec des fossiles, des minerais ou bien des bijoux. Il y a aussi des expositions sur la faune et la flore locales. 

### Autres sites

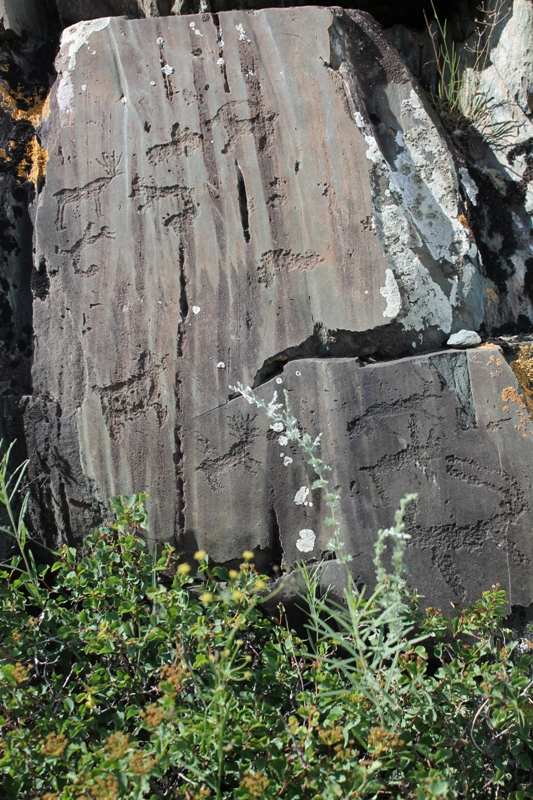
Pétroglyphes au Kalbak-Tach.

- Village de Maïma avec l'église de la descente du Saint-Esprit [66];
- Col de la Séma[67];
- Colline fortifiée médiévale de Ialoman[68] ;
- Stèles, menhirs et monticule funéraire, ainsi que pont Dembelski à Inia[69];
- Tchouïozy, avec le site archéologique du Kalbak-Tach[70];
- Village pittoresque d'Aktach km 788[64] ;
- Paysages martiens près de Tchagan-Ouzoun[71].

### Asphalte et légendes
La route, à la fois avant et pendant sa construction, fut entourée de légendes, souvent pour repousser les étrangers de ces terres. Parmi les légendes, on peut citer celle de la malédiction de Pazyrak, quand un ermite vivant dans une gorge au Moyen Âge a voulu repousser une armée de Dzoungars, qui pillaient et brûlaient les villages locaux. Il les exhorta à abandonner leur razzia mais le chef des troupes décida de l'enterrer vivant. L'ermite les aurait maudits lors de sa mort lente, et les Dzoungars repartirent. Mais cette armée auraient été ensuite confrontée à des éboulements près de la steppe de Kouraï qui les tuèrent. Cette légende contraignit d'ailleurs les Soviétiques à modifier une petite partie de l'itinéraire de la route dans les années 1920 car les Altaïens ne voulaient pas d'un nouveau drame,. Un poème a par ailleurs été écrit à ce sujet par un artiste local.
Une autre légende est apparue dans les années 1930, au moment où une épidémie de choléra sévit à Oulagan et se propagea dans les camps de travailleurs. Ceux-ci tentèrent de mener une résistance pour l'amélioration de leurs conditions de travail. Les gardiens appelèrent donc des unités de l'armée rouge. La légende débute après qu'ils auraient tué un jeune de Riazan, amoureux d'une fille locale. Cette dernière se serait suicidée et, quelques années plus tard, deux pins poussèrent à l'emplacement des deux sépultures. Ces arbres devinrent un lieu d'offrandes pour les Altaïens. Mais, dans les années 1970, un chauffeur, sceptique au sujet de cette croyance, en évitant une voiture circulant en sens inverse, aurait percuté les deux pins et en serait mort. Toujours pendant la reconstruction de la route, les Soviétiques ont détruit de nombreux sanctuaires souvent antiques, dont un Bouddha à Tchibit et un tumulus, ainsi qu'une sépulture d'un chaman vers Tchagan-Ouzoun. Selon les Altaïens, il y avait un œil de dragon dans la sépulture du chaman, et quiconque le voyait mourait, devennait fou ou acquérait une capacité surnaturelle,,.

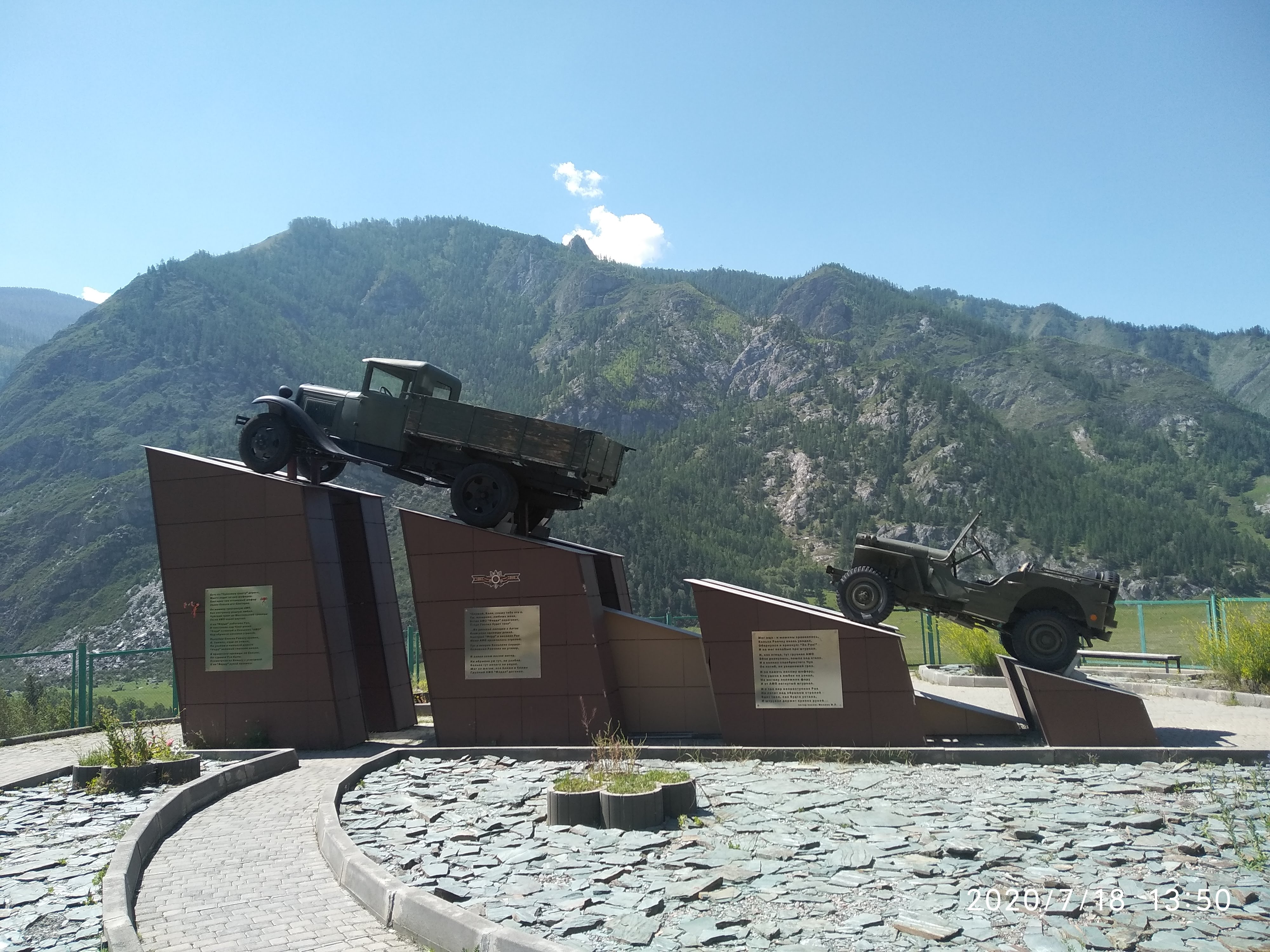
Le camion et à l'arrière la Ford représentant la légende.

Enfin, au Bely-Bom, est édifié un monument en souvenir des constructeurs de la route, avec deux véhicules, l'un derrière l'autre. Selon la légende représentée et racontée dans la chanson soviétique « Il y a une route le long de la Tchouïa », un jeune conducteur de camion était amoureux d'une jeune fille possédant une Ford, un véhicule rare en Russie soviétique. La fille proposa que, s'il la dépassait sur la route, elle l'épouserait. Il accepta le défi et parvint à gagner. Mais, il perdit le contrôle de son véhicule et tomba dans la Katoun au niveau du Bely-Bom,. Un film, Deux chauffeurs conduisaient (ru), relate cette histoire.
Outre ces légendes, l'apparition de fantômes sur la route est souvent relatée, souvent des histoires similaires à la dame blanche adaptées au folklore des Altaïens. En général, le chamanisme, qui est très répandu dans la république, permet de véhiculer de nombreuses légendes dans une population très attachée à ses traditions.

### Dans le cinéma
Vassili Choukchine, né à Srostki le long de la route et réalisateur soviétique, réalisa le film Il était une fois un gars. Ce film raconte l'histoire d'un chauffeur sur les routes de l'Altaï, et a été tourné le long de la route et de ses villages. Par ailleurs en 2017, Garik Soukatchev réalise un film documentaire Ce qui est en moi (То, что во мне) après avoir parcouru sur son Harley Davidson la voie de la Tchouïa de Barnaoul à la frontière avec la Mongolie au pied des montagnes de l'Altaï.